# Sebastian Vettel
Sebastian Vettel (Heppenheim, 3 luglio 1987) è un ex pilota automobilistico tedesco, campione del mondo di Formula 1 per 4 volte consecutive (2010, 2011, 2012 e 2013) con la scuderia Red Bull Racing.
Annoverato come uno dei piloti più forti di tutti i tempi, è detentore di diversi record, tra cui l'essere il più giovane pilota di Formula 1 ad aver vinto un campionato mondiale e ad aver ottenuto una pole position. Detiene il record del maggior numero di pole position in una singola stagione ed è il quarto pilota per numero di vittorie, dietro a Lewis Hamilton, Michael Schumacher e Max Verstappen.
Nella sua carriera in Formula 1 ha gareggiato con BMW Sauber, Toro Rosso, Red Bull Racing, Ferrari e Aston Martin. Il suo numero di gara era il 5, ma nel 2014 ha scelto di utilizzare il numero 1 in quanto campione del mondo in carica. È stato inoltre il primo pilota a vincere una gara sia con la Toro Rosso sia con la Red Bull, oltre a essere stato anche il primo pilota ad aver conquistato un podio con l'Aston Martin a Baku nel 2021.

## Biografia

### Vita privata
Vettel è nato a Heppenheim, in Assia, da Norbert e Heike Vettel. Ha un fratello minore, Fabian, pilota nel campionato ADAC GT Masters, e due sorelle maggiori: Melanie, odontotecnica, e Stephanie, fisioterapista per bambini disabili. Vettel vive nel Canton Turgovia in Svizzera ed è stato fidanzato sin dal liceo con la sua amica d'infanzia Hanna Prater, poi sposata in segreto il 21 giugno 2019, con la quale ha avuto tre figli.

## Carriera

### Gli esordi

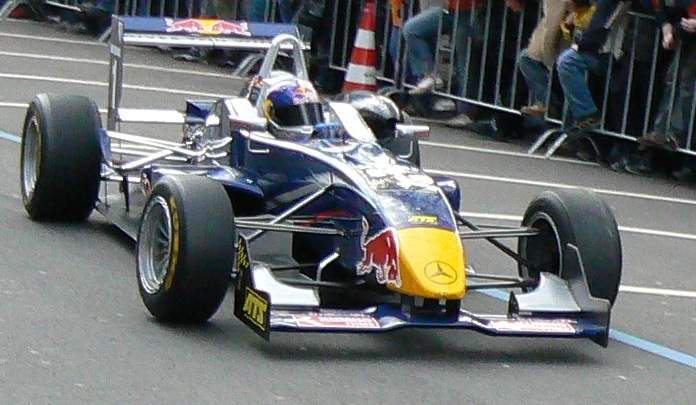
Vettel a bordo della vettura nella serie Formula Three Euroseries nel 2006.

Vettel inizia a gareggiare con i kart nel 1995 a Kerpen, vincendo numerosi titoli. Nel 2003 passa alle monoposto esordendo nel campionato tedesco di Formula BMW che conquista con 18 vittorie su 20 corse complessive nel 2004. Nel 2005 guida per la ASL Mücke Motorsport nella Formula 3 Euro Series, piazzandosi in quinta posizione nella classifica finale con 64 punti e vincendo il premio di migliore debuttante in quella categoria. Sempre nel 2005 prova per la prima volta una Formula 1, la Williams FW27, come premio per aver vinto l'anno precedente la Formula BMW.
Nel 2006 nella stessa serie termina al secondo posto, preceduto da Paul di Resta. Inoltre marca alcune presenze in Formula Renault 3.5, e, nonostante un infortunio, corre il Masters di Formula 3 sul circuito olandese di Zandvoort, finendo in sesta posizione, ottenendo il terzo miglior tempo in assoluto e sorprendendo Frédéric Vasseur, il manager della ASM.
Nel 2007 Vettel partecipa alla già provata Formula Renault 3.5 ottenendo la sua prima vittoria al Nürburgring. Quando è stato chiamato per correre il resto della stagione in Formula 1 con la Toro Rosso si trovava in testa al campionato.

### Formula 1

#### Il debutto con la BMW Sauber (2006-2007)

##### 2006
Dopo il Gran Premio di Turchia, a seguito della sostituzione di Jacques Villeneuve con Robert Kubica come pilota titolare, diviene il terzo pilota e collaudatore della BMW Sauber, risultando così il pilota più giovane ad aver collaudato una macchina di Formula 1 nelle sessioni libere di qualifica del venerdì, all'età di 19 anni e 53 giorni.
È anche il pilota più giovane a essere stato multato nella categoria: ha ricevuto una multa di 1000 dollari per aver oltrepassato la velocità massima nella pitlane. Vettel nelle sessioni dei test impressiona tutti piazzando il tempo migliore nella seconda sessione del venerdì in Turchia e ricevendo i complimenti dallo stesso Michael Schumacher. Il giovane tedesco impressiona anche nelle sessioni di test nel Gran Premio d'Italia, piazzandosi sempre in prima posizione.

##### 2007

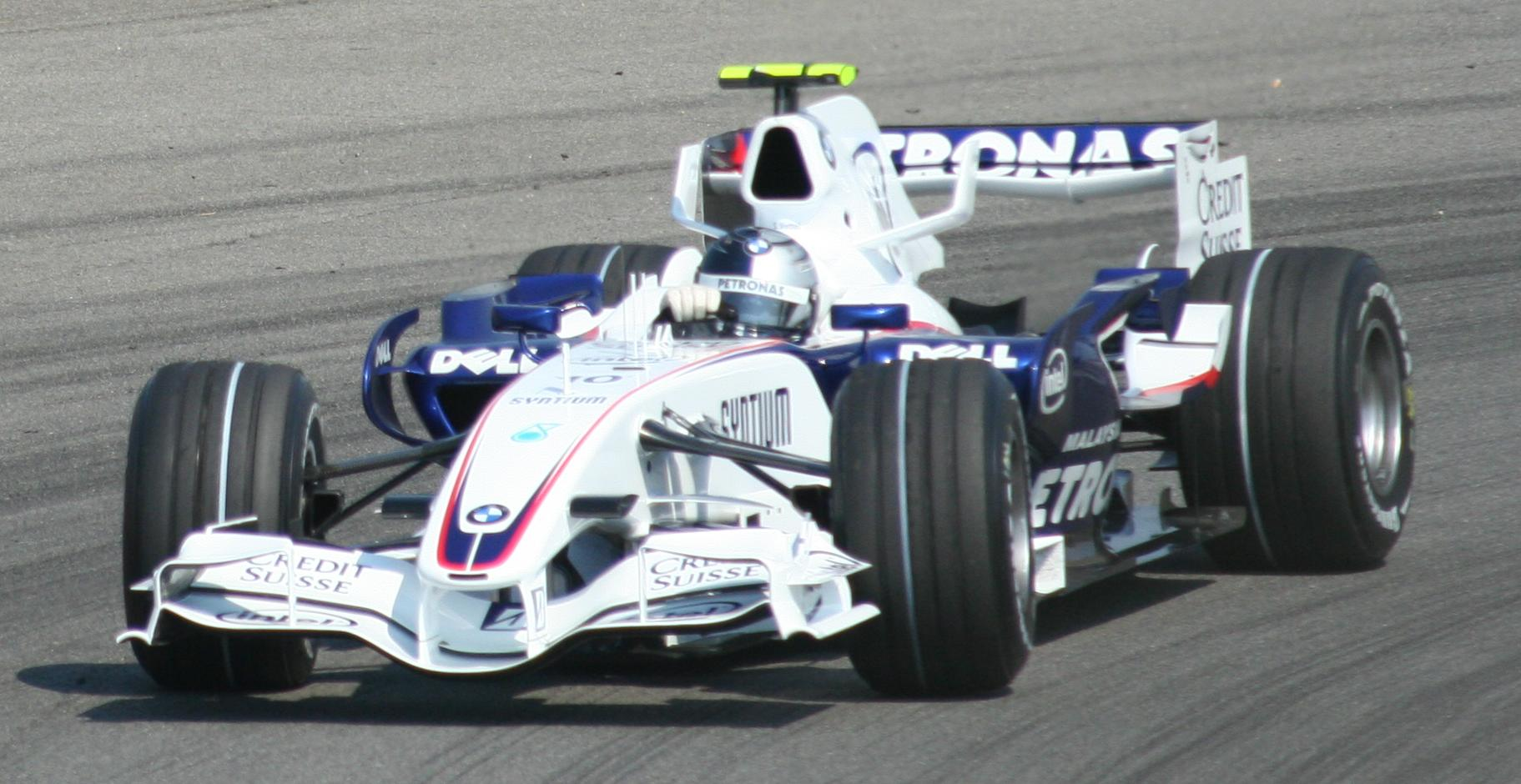
Vettel impegnato nel Gran Premio degli Stati Uniti d'America 2007.

Viene confermato come test driver per la BMW Sauber nel 2007, continuando comunque a correre nel campionato World Series by Renault, dove ottiene la prima vittoria al Nürburgring. Dopo il serio incidente occorso a Robert Kubica durante il Gran Premio del Canada, Vettel sostituisce il pilota polacco nel Gran Premio degli Stati Uniti, posizionandosi ottavo e guadagnando così un punto nella sua prima gara in Formula 1. Ha così stabilito il record per il più giovane pilota della Formula 1 ad aver conquistato punti iridati, record durato fino al 16 marzo 2014, quando è stato infranto da Daniil Kvjat che nel Gran Premio d'Australia ha conquistato punti a 19 anni, 10 mesi e 18 giorni.

#### L’approdo in Toro Rosso e la prima vittoria (2007-2008)

##### 2007

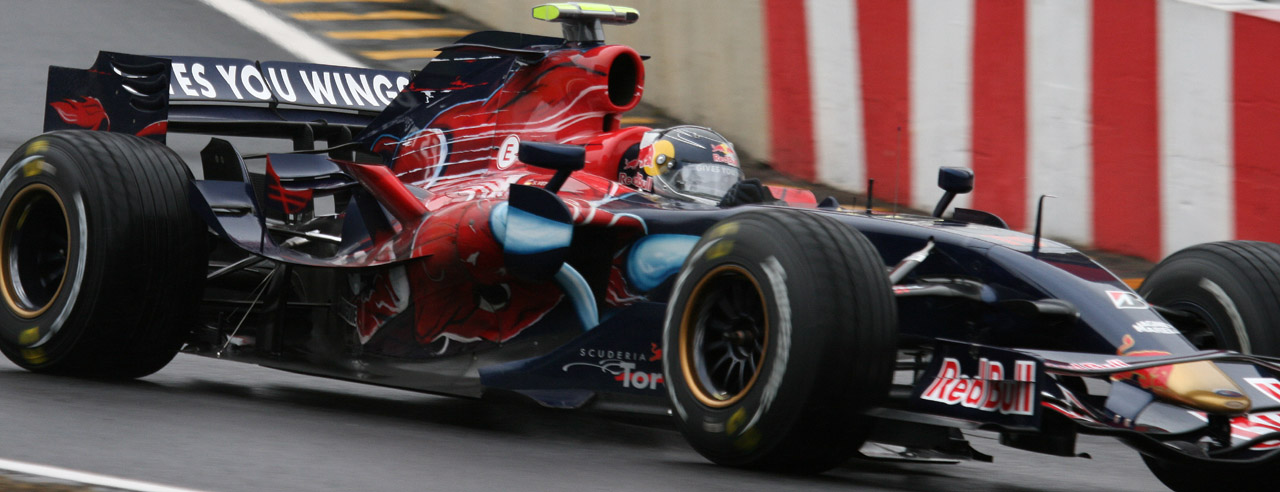
Vettel impegnato con la Toro Rosso nelle prove libere del Gran Premio del Brasile 2007.

Dal Gran Premio d'Ungheria Vettel sostituisce Scott Speed alla Toro Rosso. Durante il Gran Premio del Giappone, sul circuito del Fuji, è tra i candidati al podio, sotto una pioggia torrenziale, prima di venire coinvolto in un incidente con il pilota della Red Bull Mark Webber. La dinamica dell'incidente, accaduto in regime di safety car, non venne chiarita dalle immagini televisive; successivamente, un video diffuso su YouTube dimostrerà che il tamponamento di Vettel con Webber era stato causato da un brusco rallentamento del leader della gara Lewis Hamilton, che comunque non è stato punito dalla FIA. Sebastian rientra in lacrime ai box, ma avrà occasione di rifarsi già durante il gran premio seguente in Cina, in cui ottiene un eccezionale quarto posto. In virtù di questi risultati Vettel viene confermato dalla Toro Rosso per il 2008.

##### 2008

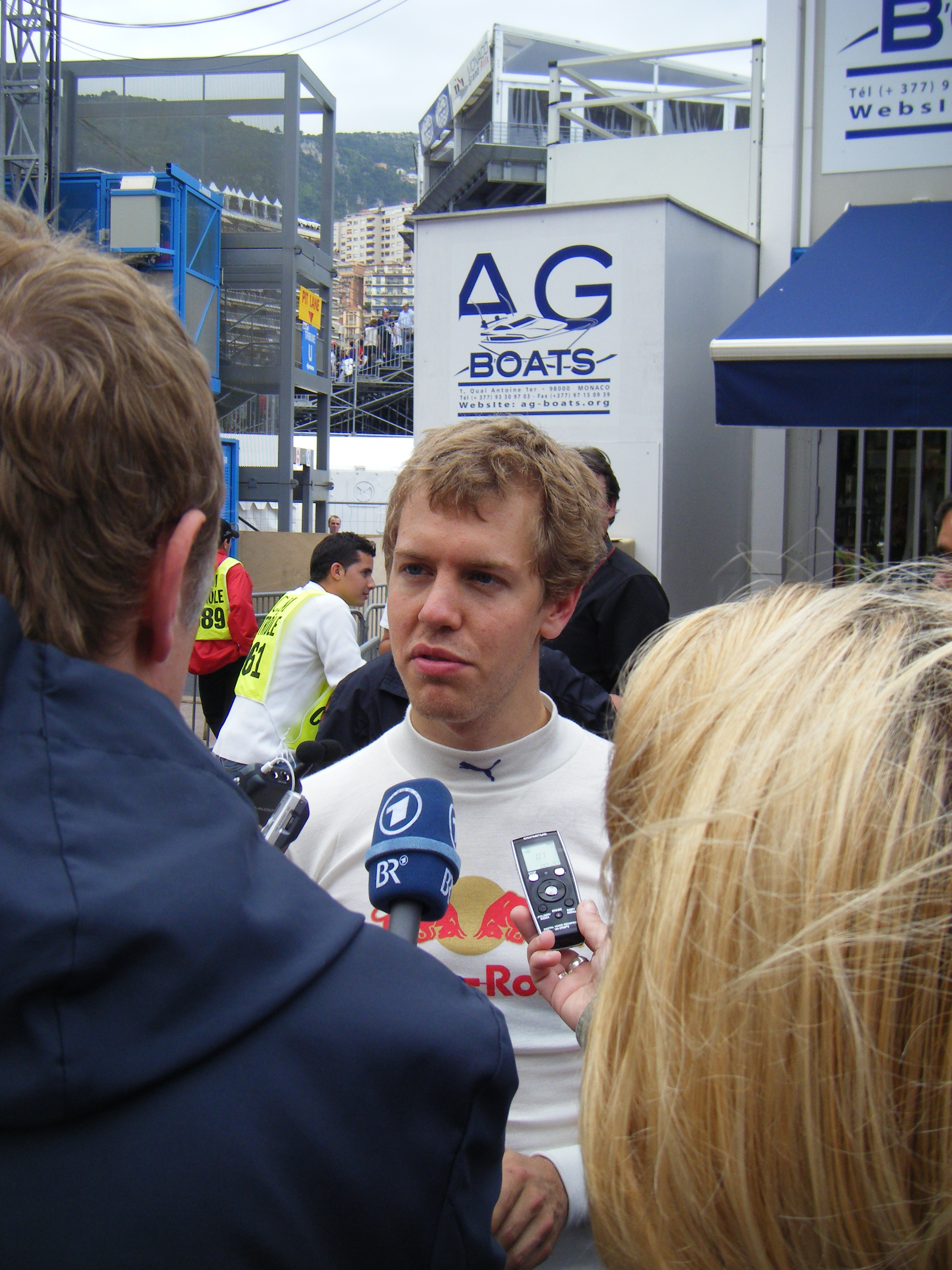
Vettel al Gran Premio di Monaco 2008.

Nelle prime gare del 2008 Vettel non brilla, collezionando ben quattro ritiri nelle cinque gare iniziali. Il suo primo risultato stagionale è in Turchia, dove riesce a classificarsi 17º. Al Gran Premio di Monaco parte in ultima fila e grazie a una buona strategia arriva 5º conquistando i primi punti della stagione. Nella gara successiva, che si corre a Montréal in Canada, parte dalla corsia box e grazie a molti incidenti e ritiri, resistendo agli attacchi da parte della McLaren di Kovalainen, riesce ad arrivare 8º conquistando un altro punto nel mondiale.
A seguito dell'annunciato ritiro di David Coulthard a fine 2008, Vettel viene ingaggiato dalla Red Bull come pilota titolare per il 2009. L'annuncio viene dato il 17 luglio 2008, alla vigilia del Gran Premio di Germania. Dopo un weekend deludente al Gran Premio d'Ungheria dove si deve ritirare per il surriscaldamento del motore, il pilota tedesco riesce a rifarsi ottenendo il miglior tempo nella prima sessione di prove del venerdì del Gran Premio d'Europa a Valencia.

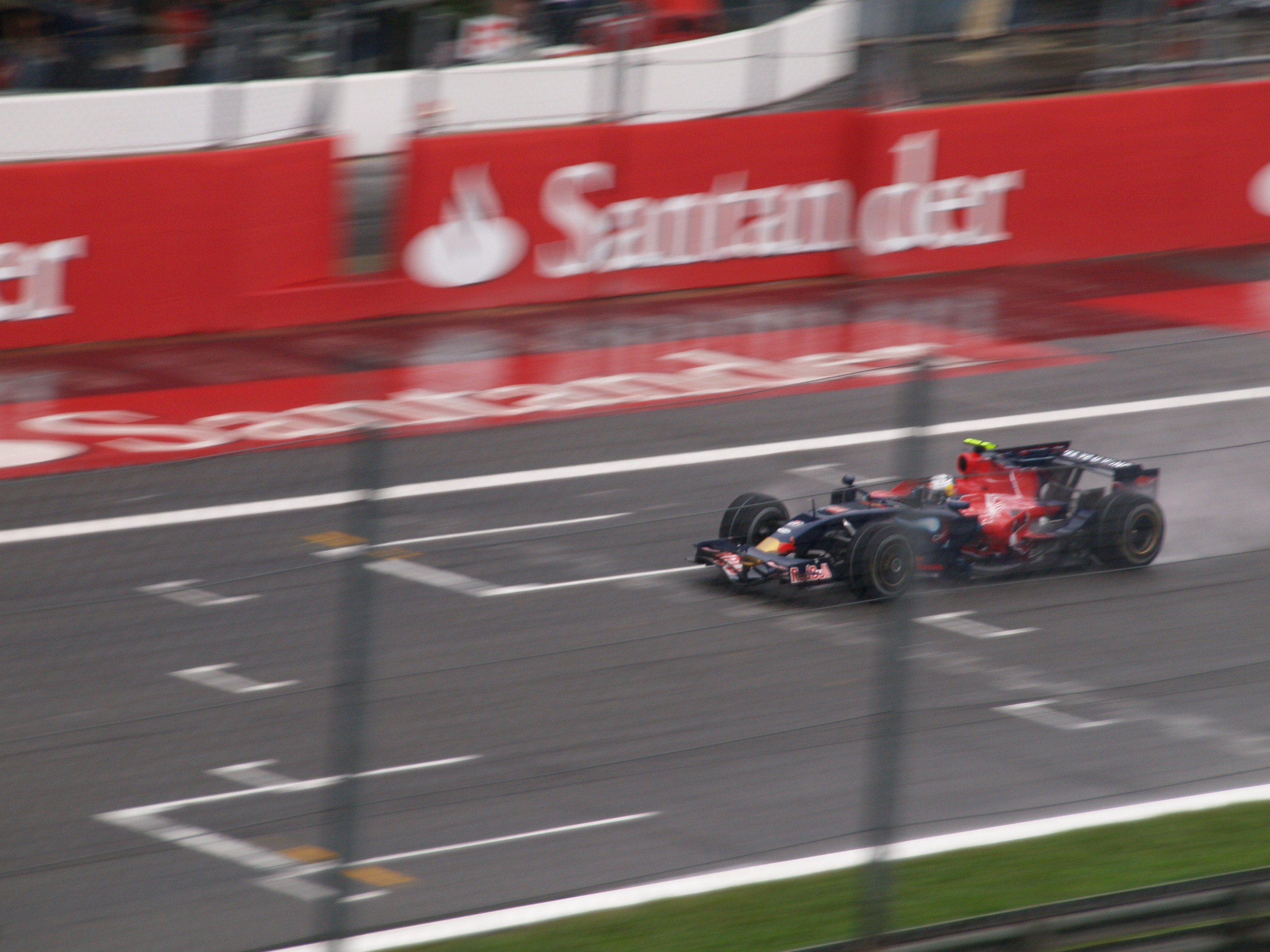
Vettel in azione durante il vittorioso Gran Premio d'Italia 2008.

Due settimane dopo, sul Circuito di Spa-Francorchamps in Belgio, conquista 4 punti arrivando 5º, dopo una gara dal finale rocambolesco. Il giorno dopo aver conquistato la pole position nel Gran Premio d'Italia conduce la gara dall'inizio alla fine, nonostante le proibitive condizioni meteorologiche, divenendo il più giovane vincitore di un gran premio di Formula 1 all'età di 21 anni e 73 giorni, record durato fino al 15 maggio 2016, quando è stato infranto da Max Verstappen nel Gran Premio di Spagna, che ha vinto a 18 anni, 7 mesi e 15 giorni. Salgono sul podio assieme a lui Heikki Kovalainen e Robert Kubica, formando così il podio più giovane mai realizzato in Formula 1, record d'età media poi battuto in Brasile nel 2019 dal trio composto da Max Verstappen, Pierre Gasly e Carlos Sainz.
Vettel continua a confermare le sue potenzialità nei Gran Premi successivi, arrivando 5º alla prima edizione del Gran Premio di Singapore e 6º in Giappone, guadagnando così punti che lo portano all'8º posto nella classifica del mondiale piloti a due gare dal termine. In Brasile, ultima prova del mondiale 2008, conclude in quarta posizione, togliendosi la soddisfazione di superare Lewis Hamilton nel corso del 69º giro e dando l'illusione a Felipe Massa di poter essere lui a vincere il Mondiale. Invece il brasiliano concluderà la stagione al secondo posto, poiché Hamilton a 850 metri dal traguardo riuscirà a superare Timo Glock, riguadagnando la quinta posizione, obiettivo minimo per la vittoria del mondiale. A fine stagione viene confermato il suo passaggio alla squadra Red Bull per il campionato 2009 firmando un contratto di 6 milioni di dollari.

#### I successi iridati con la Red Bull Racing (2009-2014)

##### 2009

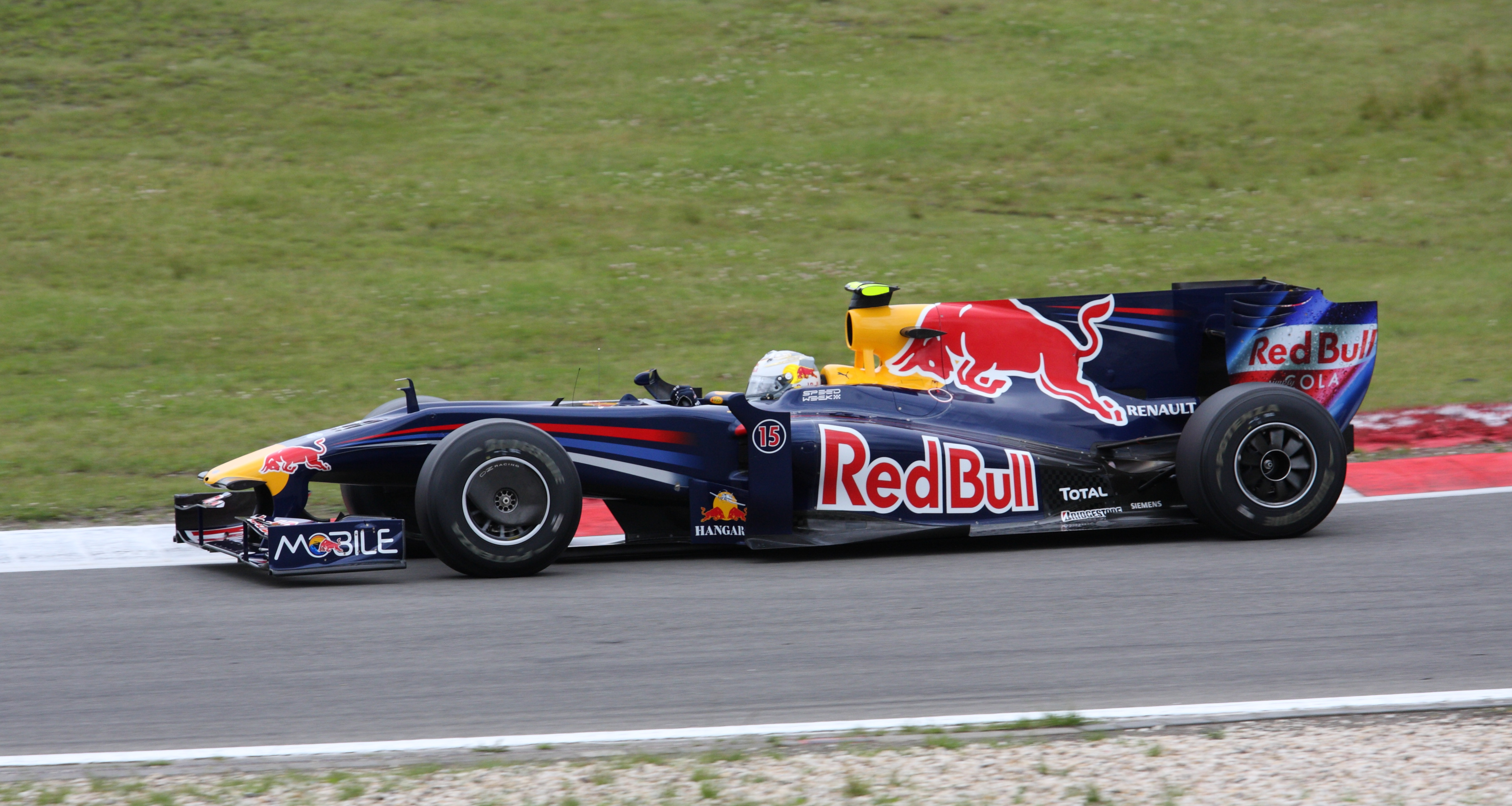
Vettel alla guida della Red Bull nel Gran Premio di Germania 2009.

Nel Gran Premio d'Australia, dopo un'ottima prestazione (era 2º), ha una collisione con Robert Kubica a soli 3 giri dal termine, che lo mette fuori gioco; viene comunque classificato 13º, poiché ha percorso più del 90% della distanza totale. Il tedesco verrà successivamente penalizzato dai commissari per aver causato l'incidente, e sarà costretto a retrocedere di 10 posizioni nella griglia di partenza in Malesia. Il 18 aprile in Cina regala alla Red Bull la prima pole position nella storia della scuderia, dopo aver effettuato un solo giro cronometrato in tutte e tre le sessioni di qualifica. 24 ore dopo, sotto la pioggia, riesce a conquistare la sua seconda vittoria in carriera: la Red Bull festeggia il suo primo successo, con doppietta grazie al secondo posto di Mark Webber.
In Bahrein continua la striscia positiva per il tedesco, con un 2º posto conquistato partendo dalla seconda fila in griglia. In Spagna, Vettel si qualifica 2º, ma taglia il traguardo in 4ª posizione, dietro al suo compagno di squadra. Questo gli permette di consolidare la sua 3ª posizione nel campionato piloti. A Monaco però l'errore strategico di montare gomme morbide nel primo stint, dopo essere partito dalla seconda fila in griglia, lo fa rallentare notevolmente nei primi giri; dopo il pit-stop poi un errore alla prima curva determina un impatto contro le barriere: Vettel rompe la sospensione posteriore sinistra ed è costretto al ritiro dopo 15 giri. In Turchia ottiene la sua seconda pole position stagionale, dopo aver fatto segnare il miglior tempo in tutte e tre le sessioni di qualificazione; un errore nel corso del primo giro e il cambiamento verso una strategia a tre soste lo costringono ad accontentarsi del 3º posto finale. Anche in Gran Bretagna si ripete conquistando la seconda pole-position consecutiva; dopo una gara condotta sempre al comando, conquista la terza vittoria in carriera, il giro più veloce e regala alla Red Bull la seconda doppietta della stagione, realizzando il suo primo hat-trick in Formula 1.
In Germania, complice una qualifica non ottima, non va al di là del secondo posto, preceduto dal compagno Webber che ottiene il primo successo in carriera. In Ungheria parte in prima fila, ma alla prima curva si vede infilato dalle McLaren e dalla Ferrari di Kimi Räikkönen disposte del KERS. Con il ferrarista c'è anche un contatto, ma solo nel prosieguo della corsa sarà costretto al ritiro a causa del cedimento di una sospensione. A Valencia nelle prove libere rompe il motore, e in gara parte con il rischio che si verifichino anomalie al motore, cosa che puntualmente accade, anche se la sua corsa era già compromessa a causa di un pit-stop infelice. I propositi di vittoria nel mondiale si affievoliscono, visto che adesso ha solo due motori a disposizione nelle rimanenti sei corse e se userà un terzo propulsore dovrà partire dieci posizioni indietro, come da regolamento. A Spa-Francorchamps in Belgio conquista la terza piazza, dopo una serie di giri veloci, dietro a Kimi Räikkönen su Ferrari e Giancarlo Fisichella sulla Force India, portandosi così nuovamente al 3º posto nel campionato piloti. A Monza la Red Bull non è competitiva e lo relega a lottare a centro classifica per tutto il week end. Riesce comunque a classificarsi 8º e a ottenere un punto mondiale dopo un duello al limite con Fisichella, e avvantaggiandosi del ritiro di Hamilton all'ultimo giro. Sembra andare meglio nel Gran Premio di Singapore dove dopo aver ottenuto la prima fila sulla griglia di partenza, tallona Hamilton per gran parte della gara, prima di subire un drive-through che lo relegherà al 4º posto finale.
Trova comunque il riscatto la settimana dopo a Suzuka dominando in qualifica e vincendo la gara e, soprattutto, tenendo ancora aperta la lotta al mondiale. A San Paolo arriva sotto la bandiera a scacchi al 4º posto dopo essere partito dalla 16ª casella: sale in questo modo al secondo posto nel mondiale piloti, ma si trova a uno svantaggio incolmabile da Jenson Button, che in quella gara si laurea campione del mondo. Vettel vince l'ultima gara della stagione sul nuovo circuito di Abu Dhabi, laureandosi vice-campione del mondo.

##### 2010

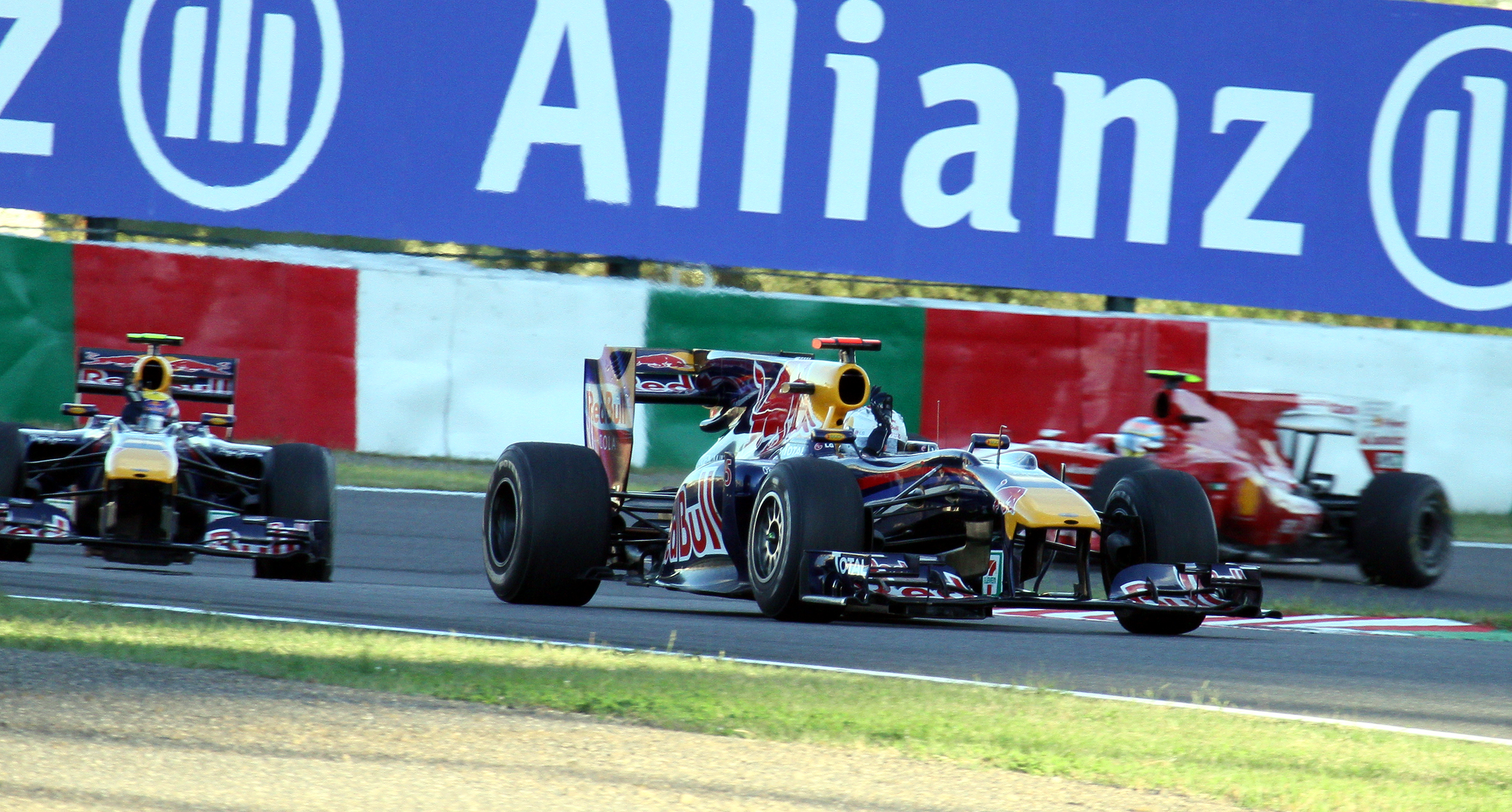
Vettel con i due rivali per il titolo 2010 Webber e Alonso.

Anche nel 2010 Vettel e Webber formano la coppia della scuderia Red Bull, che, seppur a volte poco affidabile, si confermerà anche quest'anno la macchina più competitiva. Nella prima gara della stagione, il Gran Premio del Bahrein, il tedesco parte dalla pole position e rimane in testa per buona parte della corsa, fino a quando un problema agli scarichi della vettura lo costringe a rallentare e a retrocedere, cedendo le posizioni agli avversari, e giungendo quarto. Analoga situazione si verifica in Australia, la gara successiva, ma con esiti peggiori: dopo esser partito dalla pole position, e aver dominato per 26 giri, viene costretto al ritiro. Inizialmente si pensa a un problema all'impianto frenante, ma poi si scopre che la causa del guasto era un dado che fissava la ruota anteriore sinistra. Nel terzo gran premio della stagione, disputato in Malesia, Vettel, partendo dalla terza posizione nella griglia di partenza, guadagna la leadership della gara, bruciando all'avvio sia Nico Rosberg che il compagno di squadra Mark Webber. In questo gran premio la sua monoposto prosegue senza guasti, giungendo al traguardo davanti allo stesso Webber. Grazie a questo risultato, nella classifica piloti, riesce a agganciare la terza posizione, a pari punti con il ferrarista Fernando Alonso. Dopo un sesto posto ottenuto nel Gran Premio di Cina, quarta gara del campionato, al rientro in Europa, nel Gran Premio di Spagna accusa problemi con le gomme che lo costringono a un pit stop imprevisto, chiudendo la gara in 3ª posizione, dietro al compagno vittorioso. Nel prestigioso Gran Premio di Monaco, parte dalla terza piazza, dietro la Renault di Robert Kubica, ma riesce a sorpassarlo al via, piazzandosi 2º, di nuovo alle spalle del compagno di team Mark Webber, vincitore della gara.
Nel Gran Premio di Turchia, il tedesco mentre si trova in 2ª posizione alle spalle di Webber, nel tentativo di sorpassarlo urta con la sua monoposto, finendo fuori pista: Vettel è costretto al ritiro, mentre Webber, rientrato in pista, chiude la gara terzo. Nella gara successiva, in Canada, in un circuito non particolarmente favorevole alle Red Bull, Vettel si piazza ai piedi del podio, al 4º posto. Nel Gran Premio d'Europa, a Valencia, ottiene la sua seconda vittoria stagionale, aiutato da una Safety-Car che blocca le vetture che lo seguono, consentendogli una comoda amministrazione. Nel Gran Premio di Gran Bretagna, a causa della rottura di uno pneumatico nei primi giri per un contatto con Lewis Hamilton, ottiene il 7º posto, mentre il compagno, Webber, va a vincere la terza gara della stagione. Nel Gp di casa ottiene un 3º posto, dopo essersi fatto sopravanzare in partenza sia da Massa che da Alonso. Nel Gran Premio d'Ungheria, Vettel ottiene la sua 4ª pole position di fila, non sfruttandola in gara: lascia troppo spazio tra sé e la vettura che lo precede (quella di Webber) in regime di Safety-Car e, come da regolamento, viene penalizzato con un drive through. Termina la gara in 3ª posizione.

Al rientro dalla pausa estiva non riesce ad andare in zona punti nel Gran Premio del Belgio: al 18º giro, mentre è terzo dietro i due piloti della McLaren Hamilton e Button, tenta un sorpasso nei confronti di quest'ultimo, causando una collisione che mette l'inglese fuori gioco; Vettel viene penalizzato e finisce in fondo al gruppo, dove ha un nuovo incidente con Liuzzi: la foratura che ne consegue non gli consente di muovere la classifica, nonostante nei giri finali una fitta pioggia paia favorire le sue gomme da bagnato. Nella gara successiva, il Gran Premio d'Italia, ottiene il sesto posto in griglia di partenza, il suo peggior risultato in qualifica della stagione. Dopo aver disputato una gara difficile a causa di alcuni problemi all'impianto frenante, riesce a terminare al quarto posto, grazie soprattutto a un'azzardata strategia a un solo pit stop, effettuato al penultimo giro di gara. Nel Gran Premio di Singapore, Fernando Alonso gli strappa la pole position per pochissimi millesimi. In un circuito dove è difficilissimo sorpassare, Vettel rimane costantemente dietro al ferrarista, girando sui suoi stessi tempi, e giungendo al traguardo a soli 2 decimi dallo stesso, in seconda posizione.

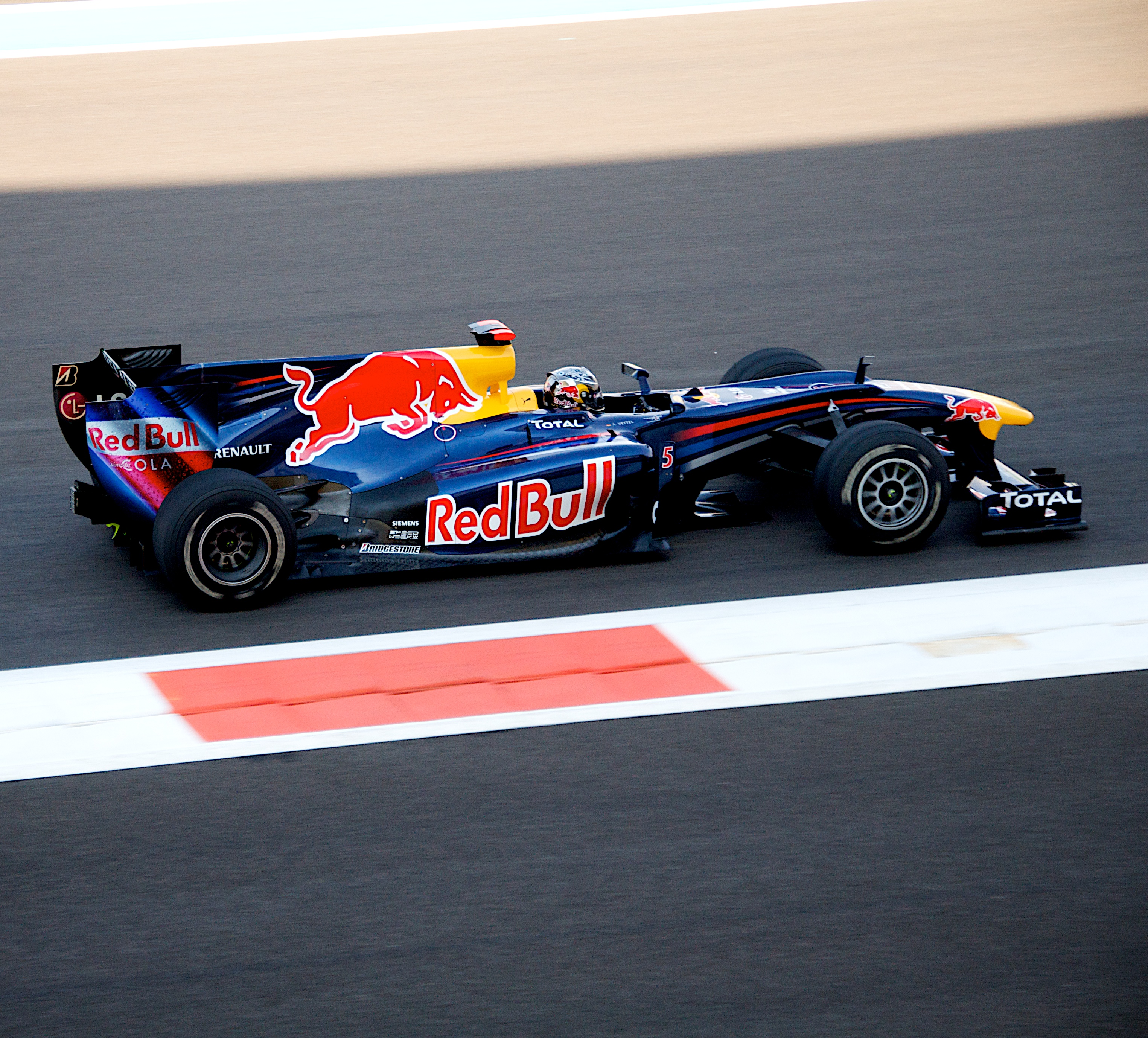
Vettel vince il Gran Premio di Abu Dhabi 2010, partendo dalla pole, e si aggiudica il titolo mondiale.

Nel Gran Premio del Giappone il dominio Red Bull è netto: doppietta sia in qualifica che in gara (disputatesi entrambe nella giornata di domenica, a causa della pioggia che aveva reso impraticabile la pista il sabato), con il tedesco davanti a Webber. Ma nel successivo Gran Premio di Corea, nonostante l'ennesimo strapotere della sua vettura è costretto al ritiro a pochi giri dalla fine, quando conduceva la corsa, per l'improvvisa rottura del motore. Nella penultima gara, in Brasile conquista la seconda posizione in griglia e la vittoria. Grazie a questo risultato, e al secondo posto di Mark Webber, la Red Bull si aggiudica il titolo costruttori del campionato 2010. Nell'ultimo gran premio della stagione, ad Abu Dhabi, nonostante i pronostici per la conquista del titolo piloti siano tutti a favore del leader del mondiale Fernando Alonso, si laurea campione del mondo senza mai essere stato in testa alla classifica: Vettel infatti vince la gara e, grazie al modesto settimo posto ottenuto da Alonso (frutto di una errata strategia di gara al muretto Ferrari) e all'ottavo di Webber (sulla stessa strategia dello spagnolo), riesce ad aggiudicarsi il titolo per soli 4 punti sul rivale. Con i suoi 23 anni diventa il più giovane campione del mondo della storia della Formula 1, soffiando il record all'inglese Lewis Hamilton per soli 6 mesi.

##### 2011

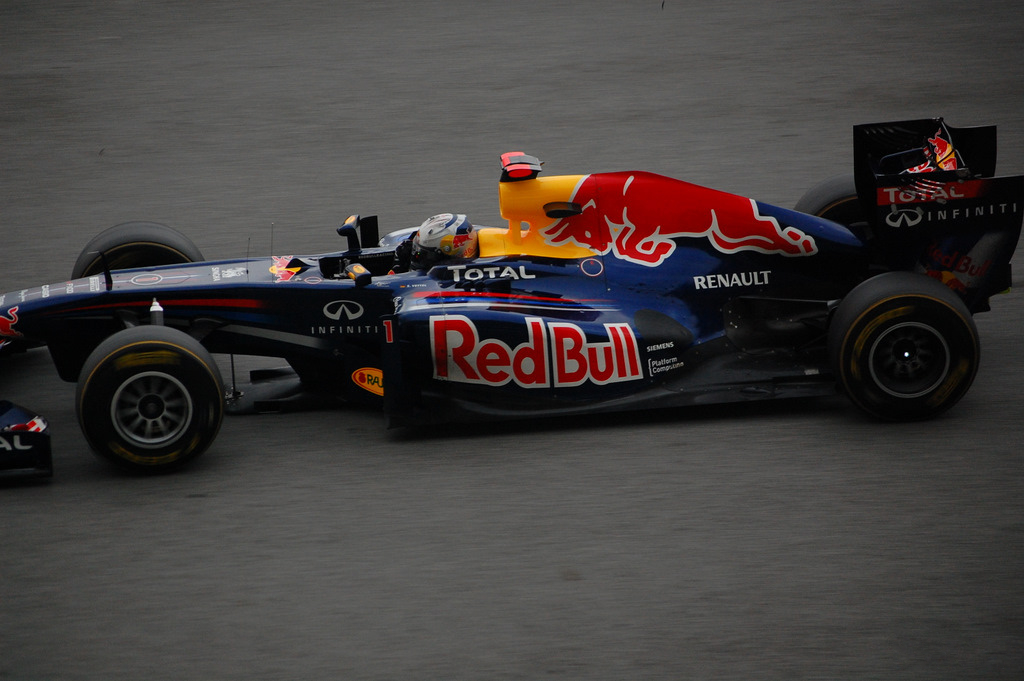
Vettel al Gran Premio della Malesia 2011.

Nel 2011 la Red Bull parte col favore dei pronostici. Vettel, sempre affiancato da Webber, comincia il campionato col piede giusto: vince la prima gara nel Gran Premio d'Australia, dominando la corsa dopo aver conquistato la pole position, precedendo la McLaren di Lewis Hamilton e il sorprendente russo Vitaly Petrov. Anche nel Gran Premio della Malesia si ripete, conquistando pole position e vittoria. Nel Gran Premio di Cina spreca la terza pole stagionale con una partenza lenta, arrivando al traguardo dietro il pilota britannico della McLaren Lewis Hamilton. Nel Gran Premio di Turchia, parte per la quarta volta in pole position e ottiene la terza vittoria in campionato, davanti al compagno di team Mark Webber e al ferrarista Fernando Alonso. Nel Gran Premio di Spagna, vince la quarta gara su cinque rafforzando la leadership in classifica. Il 29 maggio vince anche nel Gran Premio di Monaco.
Il 12 giugno arriva secondo nello spettacolare Gran Premio del Canada; dopo varie interruzioni e dopo aver dominato per 69 giri e mezzo, messo sotto pressione da Jenson Button, sbaglia la curva e regala all'inglese una vittoria insperata. Due settimane dopo a Valencia, si aggiudica il Gran Premio d'Europa, portando a 77 punti il suo vantaggio su Button e su Webber. L'11 settembre vince il Gran Premio d'Italia, ottenendo anche la Coppa del 150º anniversario dell'Unità d'Italia. Si laurea campione del mondo il 9 ottobre per la seconda volta consecutiva in carriera a soli 24 anni di età in Giappone arrivando terzo dietro a Button e Alonso. Nella storia della categoria diventa il più giovane bicampione. Nel Gran Premio d'India trionfa ancora e vince l'undicesimo Gran Premio della stagione partendo dalla pole. Nel corso dell'anno ha indossato quasi sempre caschi con livree diverse, dipinte appositamente da Jens Munser.

##### 2012

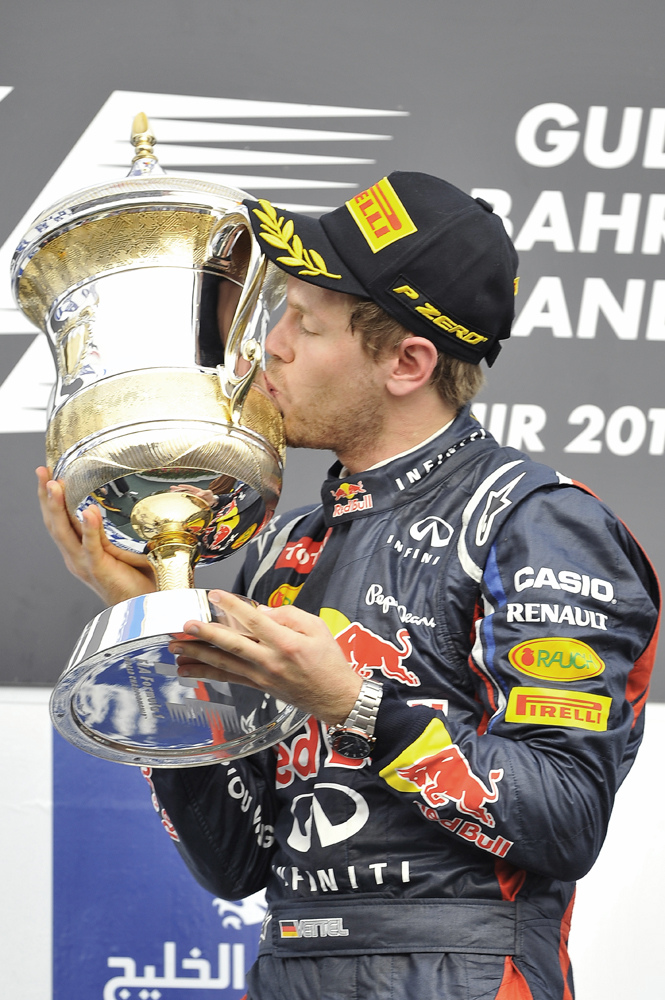
Sebastian Vettel sul podio, dopo la vittoria nel Gran Premio del Bahrein 2012.

La stagione 2012 comincia in maniera altalenante per il tedesco, la RB8 infatti non mette in mostra subito la sua velocità e Vettel conclude 2º in Australia. In Malesia tocca la vettura di Narain Karthikeyan, forando il suo pneumatico e chiudendo 11º. In Cina giunge 5º, dietro anche al suo compagno di squadra. In Bahrein ottiene il cosiddetto Hat Trick, vincendo la gara, e ottenendo pole position (la prima della stagione) e giro veloce; torna inoltre al comando della classifica mondiale con 53 punti davanti a Lewis Hamilton (49) e al suo compagno di squadra Mark Webber (48). Le gare successive sono altalenanti: dopo la vittoria in Bahrain, il tedesco, a causa di prestazioni opache non va a podio per 4 gare consecutive, perdendo terreno su Alonso, leader del campionato, e Webber. Dietro al compagno vittorioso anche in Gran Bretagna, in Germania Vettel giunge dapprima secondo alle spalle di Alonso, ma per un sorpasso irregolare ai danni di Button viene retrocesso fino alla quinta posizione.

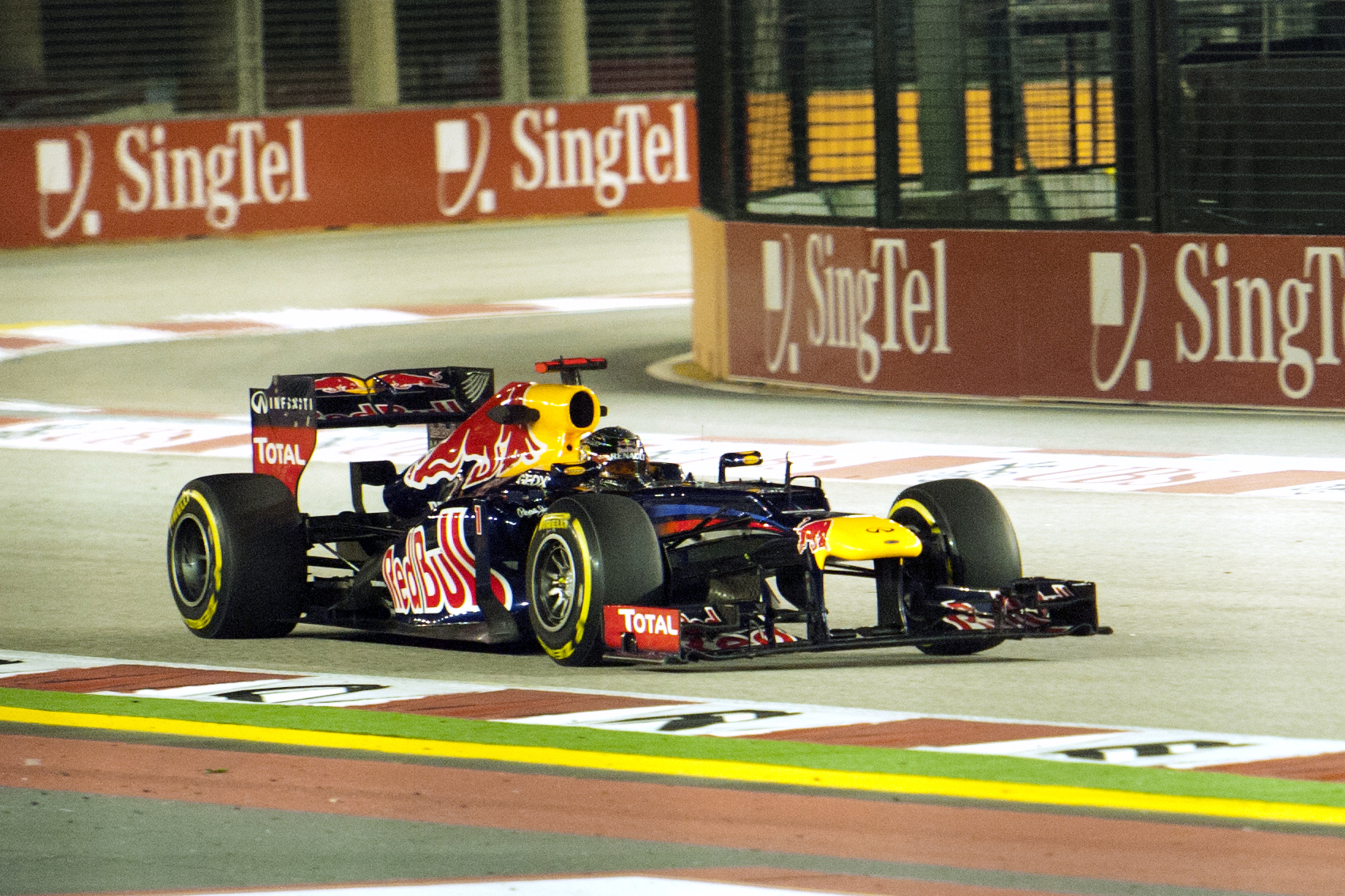
Vettel al Gran Premio di Singapore 2012.

Dopo quasi sei mesi "Seb" torna a vincere nel Gran Premio di Singapore; decisivo è però il ritiro di Hamilton, dominatore incontrastato della gara fino a quel momento. I successivi due gran premi, Giappone e Corea, vengono dominati da Sebastian. In Giappone ottiene il suo secondo Grand Chelem (Pole position, giro veloce, vittoria e in testa dall'inizio alla fine). In Corea parte in 2ª posizione, ma passa subito davanti a tutti sorpassando il suo compagno di squadra Mark Webber, con sospetti problemi al Kers. Inoltre, torna in testa al mondiale piloti con +6 punti di distacco da Fernando Alonso.
Nel Gran Premio d'India parte in prima posizione, e ci rimane per tutta la durata della gara, raggiungendo così la sua quarta vittoria consecutiva e la quinta stagionale. Aumenta inoltre il distacco su Fernando Alonso, portandosi a +13 punti a tre gare dalla fine.
Nelle prove cronometrate del Gran Premio di Abu Dhabi ottiene il terzo tempo, ma, a causa di irregolarità nella quantità di benzina a bordo al termine delle qualifiche (nel serbatoio era rimasto meno di un litro di benzina, limite minimo imposto dalla Federazione), viene retrocesso all'ultimo posto. Vettel e la Red Bull decidono di sostituire il cambio, partendo così dalla pit-lane, in penultima posizione davanti a Pedro de la Rosa, anch'egli partito dai box. Nonostante due contatti nelle prime fasi di gara che lo costringono anche a un pit-stop anticipato per sostituire l'ala anteriore, danneggiata nello scontro con un cartello di polistirolo, e a seguito di un contatto con Bruno Senna, Sebastian riesce a rimontare e, grazie anche al duplice ingresso della safety car, a pochi giri dal termine sorpassa Jenson Button e si classifica in terza posizione. Riesce pertanto a limitare i danni nel Mondiale: il suo rivale Fernando Alonso arriva davanti a lui, in seconda posizione dietro al finlandese Kimi Räikkönen, guadagnando solo 3 punti sul tedesco, che mantiene un vantaggio di 10 punti a due gare dal termine. Nel Gran Premio degli Stati Uniti parte in pole-position davanti a Lewis Hamilton e Mark Webber.
Alla partenza scatta e mantiene la prima posizione fino al giro 46 dove un doppiaggio (la HRT di Narain Karthikeyan) non gli permette di avere piena accelerazione sul rettilineo. In questo modo Hamilton può sfruttare il DRS e sorpassarlo. Vettel giunge 2º al traguardo, davanti a Fernando Alonso, portando a +13 il distacco sul secondo in classifica iridata. Nell'ultima gara in Brasile giunge solo sesto dopo un testacoda in partenza, con il rivale Alonso che conquista il secondo gradino del podio. Tuttavia, Vettel riesce ad aggiudicarsi il suo terzo titolo mondiale con 3 punti di vantaggio sullo spagnolo, a soli 25 anni di età.

##### 2013

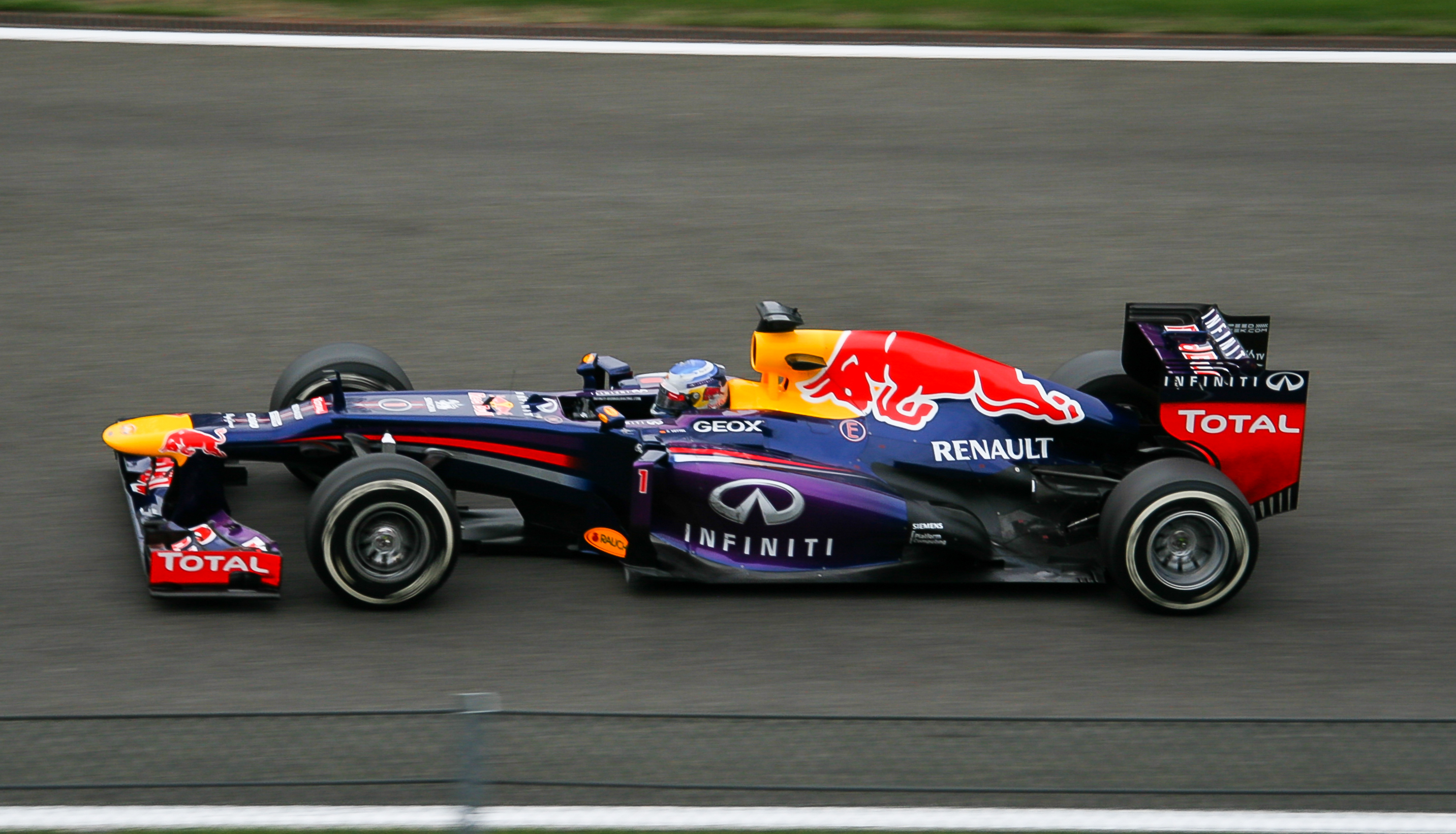
Vettel al Gran Premio del Belgio 2013. Dal Gran Premio del Belgio inizierà una serie record di 9 vittorie consecutive.

Anche nel 2013 la Red Bull si conferma tra le vetture più competitive, pur non risultando inizialmente superiore alle rivali come era accaduto nel 2011. Nella gara d'apertura in Australia Vettel giunge al traguardo in terza posizione dopo essere partito dalla pole position. Nel successivo Gran Premio della Malesia il pilota tedesco conquista la prima vittoria stagionale. A fine gara, però, Vettel viene coinvolto in una polemica con il suo compagno di squadra Mark Webber, che lo accusa di averlo sopravanzato nonostante la scuderia avesse imposto ai piloti di mantenere le posizioni congelate dopo l'ultimo cambio gomme.
Portatosi in testa alla classifica generale grazie a questa affermazione, vi rimane nelle gare successive. Nuovamente vittorioso in Bahrein, Vettel consolida il suo primato con un quarto posto in Spagna e un secondo a Monaco, conquistando poi il terzo successo stagionale a Montréal. Nel Gran Premio di Gran Bretagna, invece, il pilota tedesco è costretto al ritiro per un problema meccanico, vedendo ridursi il suo vantaggio sugli avversari.

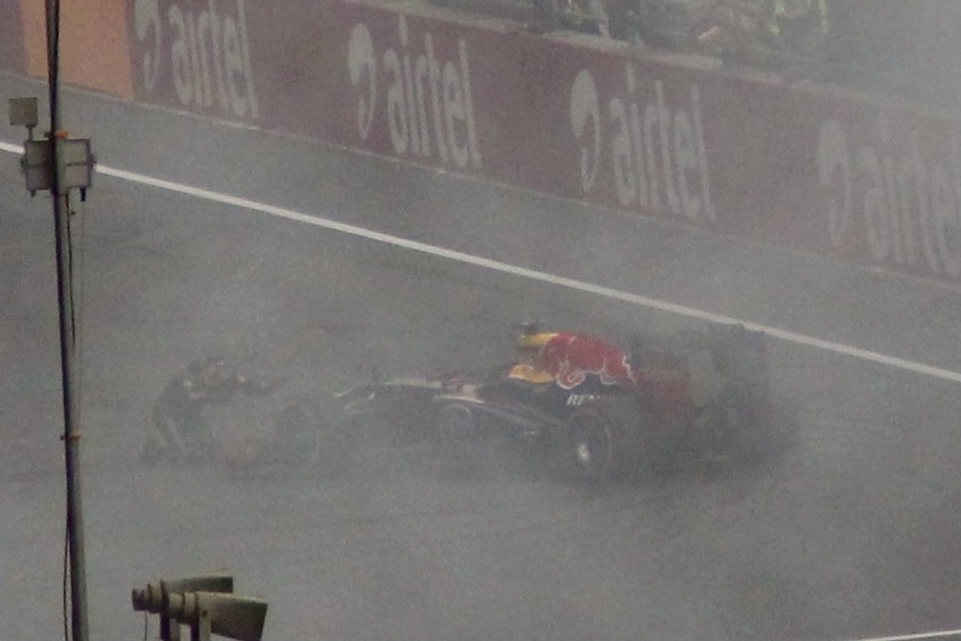
Vettel si inchina davanti alla sua RB9, dopo la conquista del suo quarto titolo mondiale.

Nelle gare successive, però, Vettel domina nettamente, cogliendo sette vittorie in otto Gran Premi e aggiudicandosi il quarto titolo mondiale consecutivo in occasione del Gran Premio d'India, tre corse prima della fine del mondiale. Il pilota tedesco raggiunge così Alain Prost nella classifica dei piloti più vincenti di sempre, alle spalle dei soli Michael Schumacher e Juan Manuel Fangio.
Nel finale di stagione Vettel continua la sua striscia di successi, arrivando a otto vittorie consecutive nel Gran Premio degli Stati Uniti e battendo il record di sette successi consecutivi che apparteneva ad Alberto Ascari e Michael Schumacher. Il pilota tedesco si migliora ulteriormente nel conclusivo Gran Premio del Brasile, cogliendo la nona vittoria consecutiva. Grazie a questo successo Vettel chiude il campionato con 397 punti, battendo il suo stesso record di punti conquistati in una stagione (392 nel 2011), record battuto da Lewis Hamilton nel 2018 (408 punti).

##### 2014

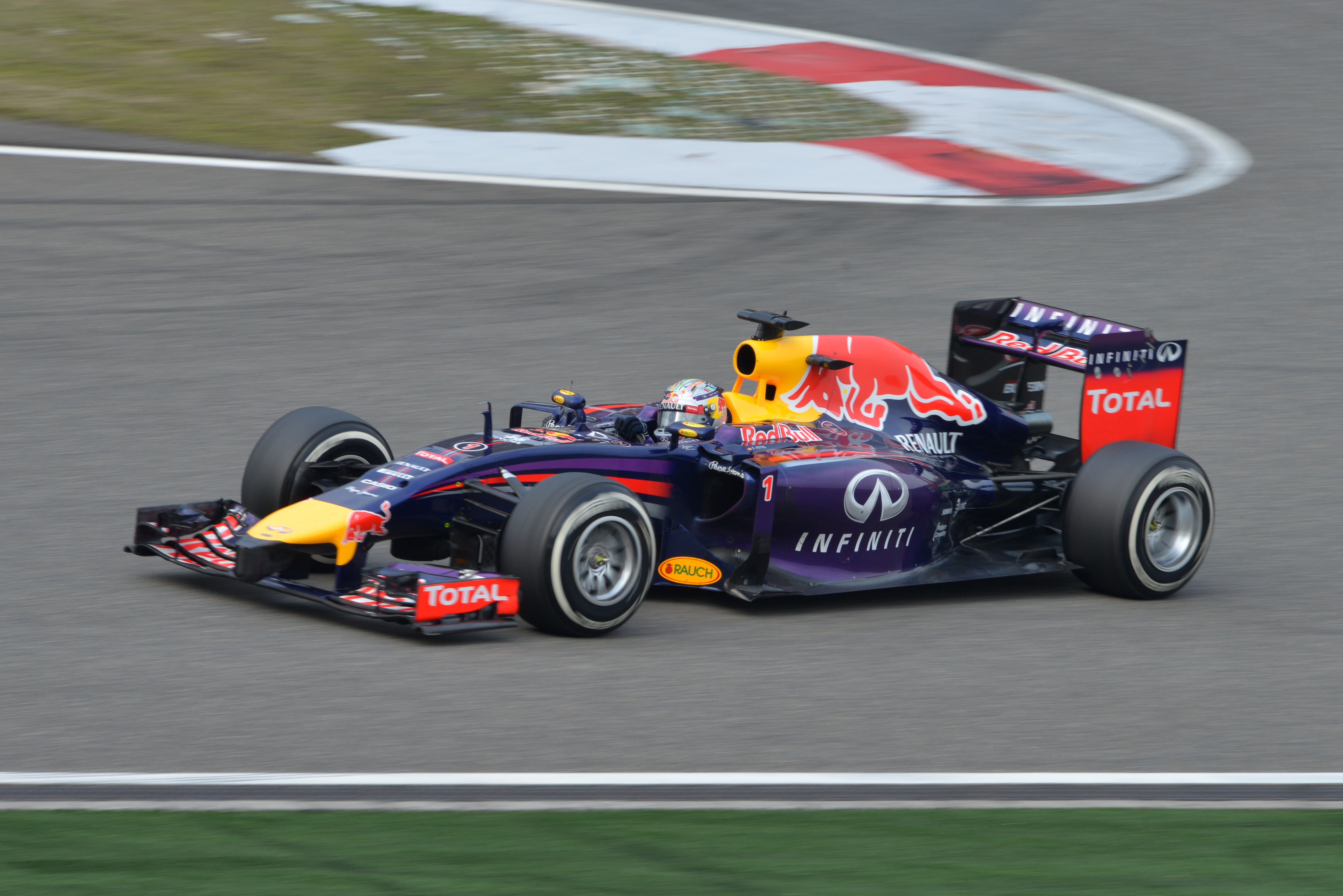
Sebastian impegnato durante il Gran Premio di Cina 2014.

Il 2014 inizia in maniera molto più problematica per il quattro volte campione del mondo, questa volta affiancato da Daniel Ricciardo. Con l'introduzione dei nuovi V6 turbo, infatti, la Red Bull-Renault non è più la monoposto di riferimento, venendo nettamente soppiantata dalla Mercedes. Nei test invernali Vettel fatica ad accumulare chilometri, fermato a più riprese da problemi di affidabilità. Anche nell'inaugurale Gran Premio d'Australia il pilota tedesco deve ritirarsi nelle prime fasi di corsa per un problema tecnico.
Vettel si rifà già nel successivo Gran Premio della Malesia, conquistando il terzo posto alle spalle di Lewis Hamilton e Nico Rosberg. Nel prosieguo della stagione, però, il quattro volte campione del mondo risulta meno efficace del compagno di squadra (che conquista tre vittorie), facendo segnare solo un altro terzo posto nel Gran Premio del Canada e un secondo posto nel Gran Premio di Singapore, sua miglior gara della stagione con la problematica RB10.
Durante il pre-qualifica del Gran Premio di Suzuka, Vettel annuncia il suo addio alla Red Bull al termine della stagione, affermando che rivelerà al più presto i piani sul proprio futuro; chiuderà la stagione in 5ª posizione. Ad Abu Dhabi vengono confermate le voci che lo volevano successore di Fernando Alonso in Ferrari per il campionato 2015 a fianco di Kimi Räikkönen.

#### Gli anni alla Ferrari (2015-2020)

##### 2015

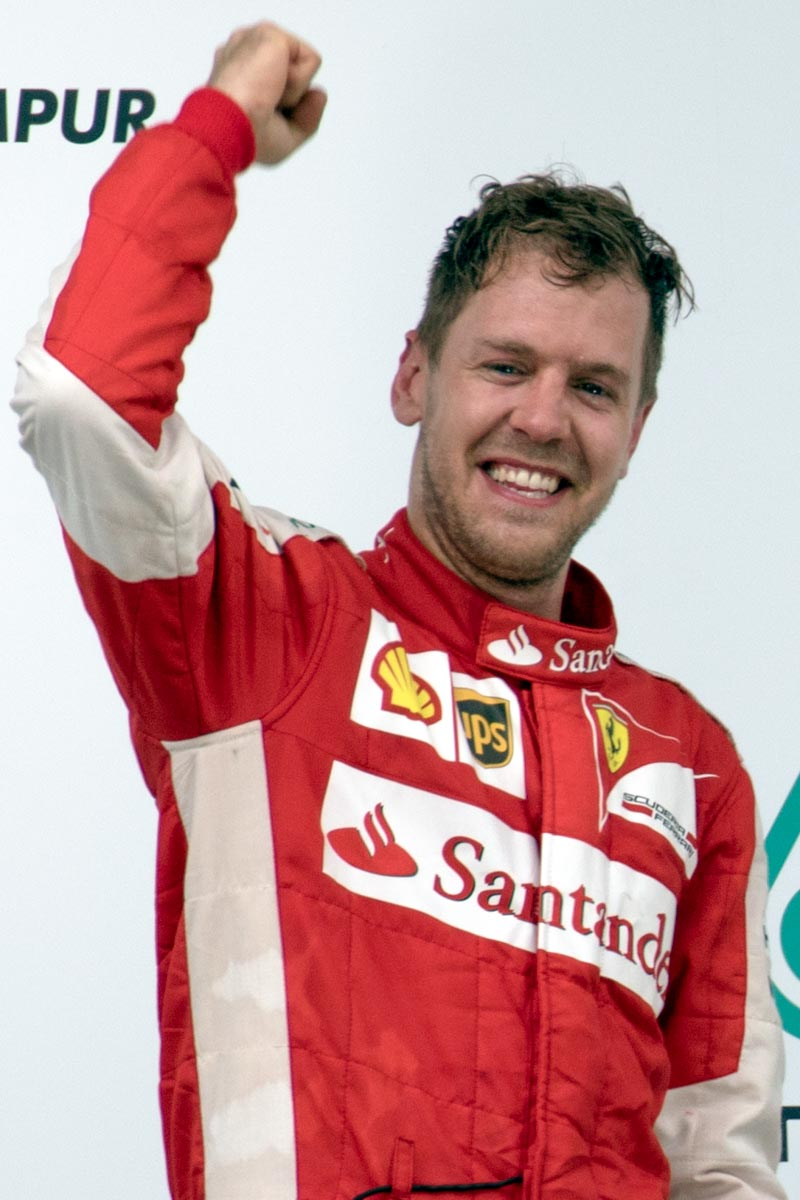
Vettel sale sul podio vittorioso nel Gran Premio della Malesia 2015.

Il 20 novembre 2014 viene annunciato il suo passaggio alla Ferrari per la stagione 2015. Il 29 novembre prova per la prima volta una Ferrari, testando a Fiorano la F2012. Il 1º febbraio 2015 porta al debutto la nuova Ferrari SF15-T sul circuito di Jerez de la Frontera, nella prima sessione di test invernali pre-stagionali. L'11 marzo annuncia di aver scelto "Eva" come nome per la sua Ferrari. La stagione inizia con dei risultati positivi per il pilota tedesco, che, dopo aver concluso il Gran Premio d'Australia al terzo posto, coglie la prima vittoria in Ferrari nel successivo Gran Premio della Malesia e nel Gran Premio della Cina ottiene un altro podio, classificandosi terzo. In Bahrein, dopo un 2º posto in qualifica, chiude 5º, dopo aver accusato problemi all'ala anteriore in seguito a un'uscita di pista. Vettel torna sul podio nei successivi appuntamenti in Spagna e a Monaco, dove chiude rispettivamente in terza e seconda posizione. In Canada per problemi al motore si qualifica solo in 16ª posizione, venendo poi arretrato in 18º per aver effettuato un sorpasso in regime di bandiera rossa durante le prove libere. In gara riesce a rimontare fino al 5º posto, piazzandosi dietro di una posizione da Räikkönen, e una posizione davanti a Massa, partito 15º. In Austria, partito in terza posizione, termina quarto per un problema ai box (fissaggio della posteriore sinistra). Nel Gran Premio di Gran Bretagna, partito in sesta posizione, si ritrova nono dopo poche curve, ma grazie alla pioggia e alla perfetta gestione della corsa riesce ad agguantare il terzo posto. Torna alla vittoria nel Gran Premio d'Ungheria, dove rimane in prima posizione per tutta la gara, dopo aver sopravanzato le Mercedes di Hamilton e Rosberg che lo precedevano sulla griglia di partenza.

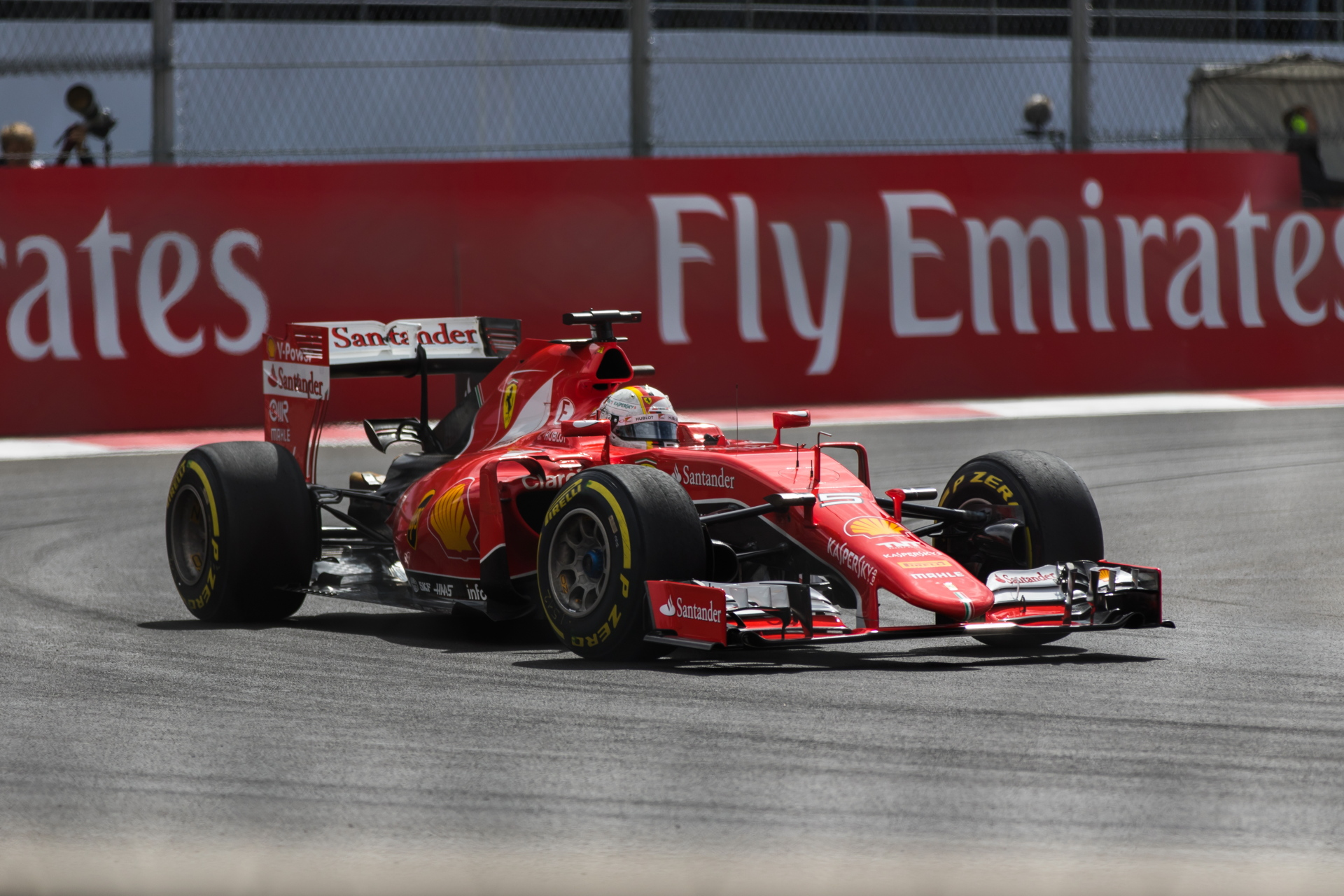
Vettel alla guida della Ferrari durante il Gran Premio del Messico 2015.

Nel Gran Premio del Belgio partendo 8º è costretto, quando era terzo, al ritiro, causato dall'esplosione della gomma posteriore destra. Nel Gran premio successivo, quello di Monza, riesce a classificare la sua Ferrari sul podio, alle spalle di Lewis Hamilton, su quello che lo stesso Vettel dichiarerà essere il più bel podio della sua carriera. La gara fu viziata tra l'altro dal giallo gomme della casa di Stoccarda. Infatti prima della partenza i tecnici Pirelli rilevarono su entrambe le Mercedes dei valori di pressione degli pneumatici inferiori rispetto a quelli consigliati dalla casa milanese. Nel Gran Premio di Singapore Sebastian Vettel centra la prima pole position con la casa di Maranello, risultato che mancava da ben 61 GP, addirittura dal Gran Premio di Singapore 2010 se si considerano condizioni meteo di asciutto. Durante la gara, nonostante le due entrate della safety car, riesce a dominare il Gran Premio dall'inizio alla fine. Nelle successive tre gare in Giappone, Russia e Stati Uniti conquista un secondo e due terzi posti, mentre in Messico si ritira a causa di un urto contro le barriere. Nell'ultimo appuntamento del mondiale al Emirati Arabi arriva quarto, dopo essere partito in 16ª posizione in qualifica per incomprensioni ai box. Riesce a rimontare aiutando il suo compagno di scuderia Raikkonen per il podio. È in assoluto il primo pilota ad aver ottenuto ben 13 podi nell'anno d'esordio alla Ferrari, record assoluto in queste circostanze. Si conclude così la sua prima stagione in Ferrari in 3ª posizione nella classifica piloti.

##### 2016

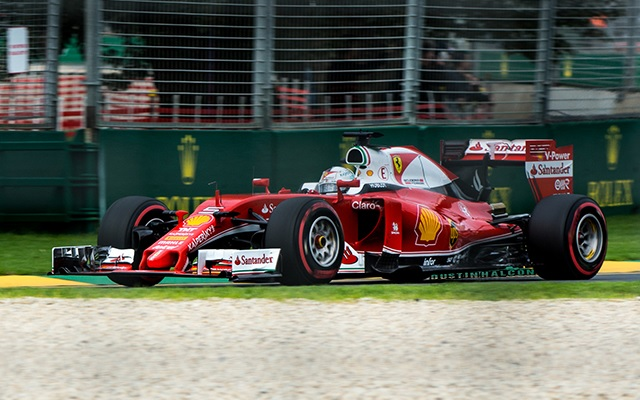
Vettel alla guida della Ferrari durante il Gran Premio d'Australia 2016.

Il 22 febbraio 2016 porta al debutto la nuova SF16-H sul Circuito di Catalogna, nella prima sessione di test invernali pre-stagionali. Nel Gran Premio d'Australia bissa il risultato dell'anno precedente arrivando 3º, dopo aver condotto la gara fino al secondo pit stop. In Bahrain, a causa di un problema tecnico al motore avuto durante il giro di formazione, è costretto al ritiro. In Cina nonostante un contatto in partenza con il compagno di squadra Kimi Räikkönen e una lunga e pericolosa rimonta riesce ad arrivare secondo, preceduto dal connazionale Nico Rosberg. In Russia fa segnare il secondo tempo in qualifica, ma parte settimo causa la penalità per la sostituzione del cambio. Al via, viene urtato due volte da Daniil Kvjat, ritirandosi dopo poche centinaia di metri. Nel Gran Premio di Spagna segna solo il sesto tempo in qualifica, ma in gara conquista la 3ª posizione dopo una gran lotta con Daniel Ricciardo, che forando una gomma a due giri dal termine, arriverà alle sue spalle, in quarta posizione. Nel successivo Gran Premio di Monaco si piazza 4º in qualifica, dietro alle due Mercedes e alla Red Bull di Daniel Ricciardo, che sembrano adattarsi meglio alle caratteristiche del circuito. Il giorno successivo, in una gara disputata prevalentemente sul bagnato, i piloti partono dietro la safety car, che rimane in pista per i primi dieci giri. La posizione al suo arrivo non varia, arrivando sempre 4º dietro a Sergio Pérez, che riesce ad approfittarsene di un'ottima strategia del suo team, per riuscire a mantenersi davanti al ferrarista fino alla fine.
Due settimane dopo, in Canada, la Ferrari porta delle modifiche al turbocompressore e all'ala posteriore, che permettono alla vettura di sfruttare le alte velocità raggiungibili nel circuito. Queste evoluzioni avvicinano notevolmente Sebastian agli avversari della Mercedes, riuscendo a conquistare un terzo posto in qualifica, proprio a pochi decimi dai piloti della scuderia di Stoccarda. La domenica Vettel si rende protagonista di un'ottima partenza, che lo porta immediatamente in prima posizione, davanti a Lewis Hamilton e Nico Rosberg. La vettura si mostra molto competitiva nelle mani del pilota tedesco, ma la strategia a due soste avallata dal muretto Ferrari, sfruttando il rallentamento in pista provocato da una virtual safety car, non basta per mantenere la prima posizione. Infatti Lewis Hamilton vince la corsa, riuscendo a sfruttare una strategia a una sosta e amministrando con successo i suoi copertoni fino alla fine, con il ferrarista costretto ad accontentarsi del secondo posto finale, non riuscendo a colmare il divario che lo separava dal suo avversario, proprio a causa dell'eccessivo consumo delle sue gomme.
Nel Gran Premio d'Europa, dopo essere scattato dalla terza piazza, chiude secondo alle spalle del connazionale Nico Rosberg, consolidando la terza piazza nel mondiale. Nel Gran Premio d'Austria, dopo essere stato penalizzato di 5 posizioni sulla griglia di partenza, partendo quindi dalla nona casella, con una strategia conservativa riesce presto a risalire nelle prime posizioni, ma nel corso del ventisettesimo giro, mentre è in testa (davanti a Nico Rosberg) non avendo ancora effettuato la sosta al contrario dei suoi rivali, la gomma posteriore destra scoppia, costringendolo al ritiro. In Gran Bretagna, dopo aver segnato il sesto posto in qualifica, viene retrocesso in undicesima posizione per aver sostituito il cambio. In gara la Ferrari non brilla, né con lui né con il compagno di squadra Kimi Räikkönen (che chiude quinto) e il pilota tedesco è costretto ad accontentarsi della nona posizione. In Ungheria ottiene il quarto posto, non riuscendo a sopravanzare Daniel Ricciardo nel finale. Nel Gran Premio di Germania, la Ferrari non è competitiva e il tedesco deve accontentarsi della quinta posizione. Nel Gran Premio del Belgio giunge al traguardo in 6ª posizione. Nel Gran Premio d'Italia a Monza conquista il 3º posto. Nel corso del primo giro del Gran Premio della Malesia, si scontra con il connazionale Nico Rosberg, che causa il suo terzo ritiro stagionale. In seguito ottiene due quarti posti in Giappone e Texas.
Nel Gran Premio del Messico, in gara arriva terzo, ma nel dopo gara gli vengono inflitti dieci secondi di penalità facendolo retrocedere al quinto posto.
Nel Gran Premio del Brasile chiude 5º dopo un testacoda al primo giro (senza safety car), che lo fa retrocedere in quindicesima posizione e costringendolo a una lunga rimonta. Il pilota si è detto comunque soddisfatto dal risultato, visti i numerosi incidenti causati dalla pioggia che hanno anche coinvolto lo stesso compagno di squadra di Vettel, Kimi Räikkönen. Nel Gran Premio di Abu Dhabi chiude in terza posizione dopo essere scattato dalla quinta piazza. Ha chiuso alle spalle dei due della Mercedes Lewis Hamilton e Nico Rosberg, laureatosi campione del mondo proprio nel gran premio conclusivo a scapito del compagno di scuderia. Il risultato di Vettel è frutto di una buona strategia, che gli ha permesso di montare gomme morbide nel finale, infilando sia il compagno di squadra che i due piloti della Red Bull Racing.

##### 2017

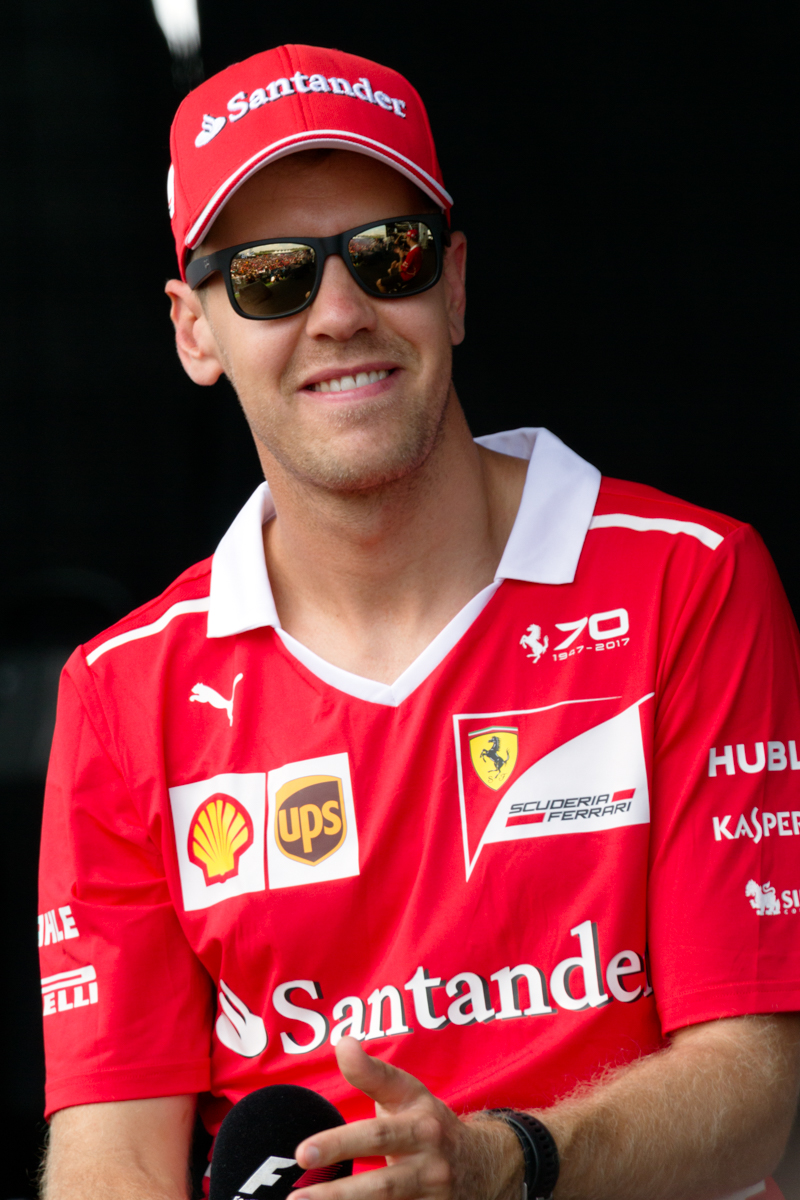
Sebastian Vettel al Gran Premio della Malesia 2017.

La stagione di Formula 1 2017 inizia in modo ottimale per Sebastian e la sua Ferrari, il quale conquista la sua quarta vittoria con la scuderia di Maranello nel Gran Premio di Melbourne, imponendosi sul duo della Mercedes, composto da Lewis Hamilton e Valtteri Bottas, rispettivamente secondo e terzo. Nel Gran Premio di Shanghai chiude secondo dietro ad Hamilton. Nel Gran Premio del Bahrein, il tedesco, partito dalla terza posizione, passa in partenza Lewis Hamilton, ponendosi alle spalle di Valtteri Bottas. Balzato in testa al termine della girandola del cambio gomme, riesce a resistere dopo il restart all'attacco del finlandese; dopo quest'episodio, Vettel allunga e sul traguardo precede la coppia Mercedes. Nelle qualifiche del Gran Premio della Russia ottiene la prima pole stagionale con la Ferrari che mancava dal Gran Premio di Singapore 2015. In partenza Valtteri Bottas brucia entrambe le Ferrari, conquistando la prima vittoria in carriera. Vettel chiude secondo, staccato di soli 6 decimi. In Spagna, dopo la seconda posizione in qualifica, supera al via Lewis Hamilton, che però lo supera nuovamente al giro 44, chiudendo secondo. Nel Gran Premio di Monaco il tedesco si prende la prima fila accanto al compagno di squadra Kimi Räikkönen, che non era in pole dal Gran Premio di Francia 2008. In gara Vettel si prende il primo posto dopo il pit stop al 34º giro e lo mantiene fino alla fine, con il finlandese secondo. La doppietta alla Ferrari mancava dal Gran Premio di Germania 2010. Vettel e la Ferrari allungano nelle rispettive classifiche su Hamilton e sulla Mercedes.

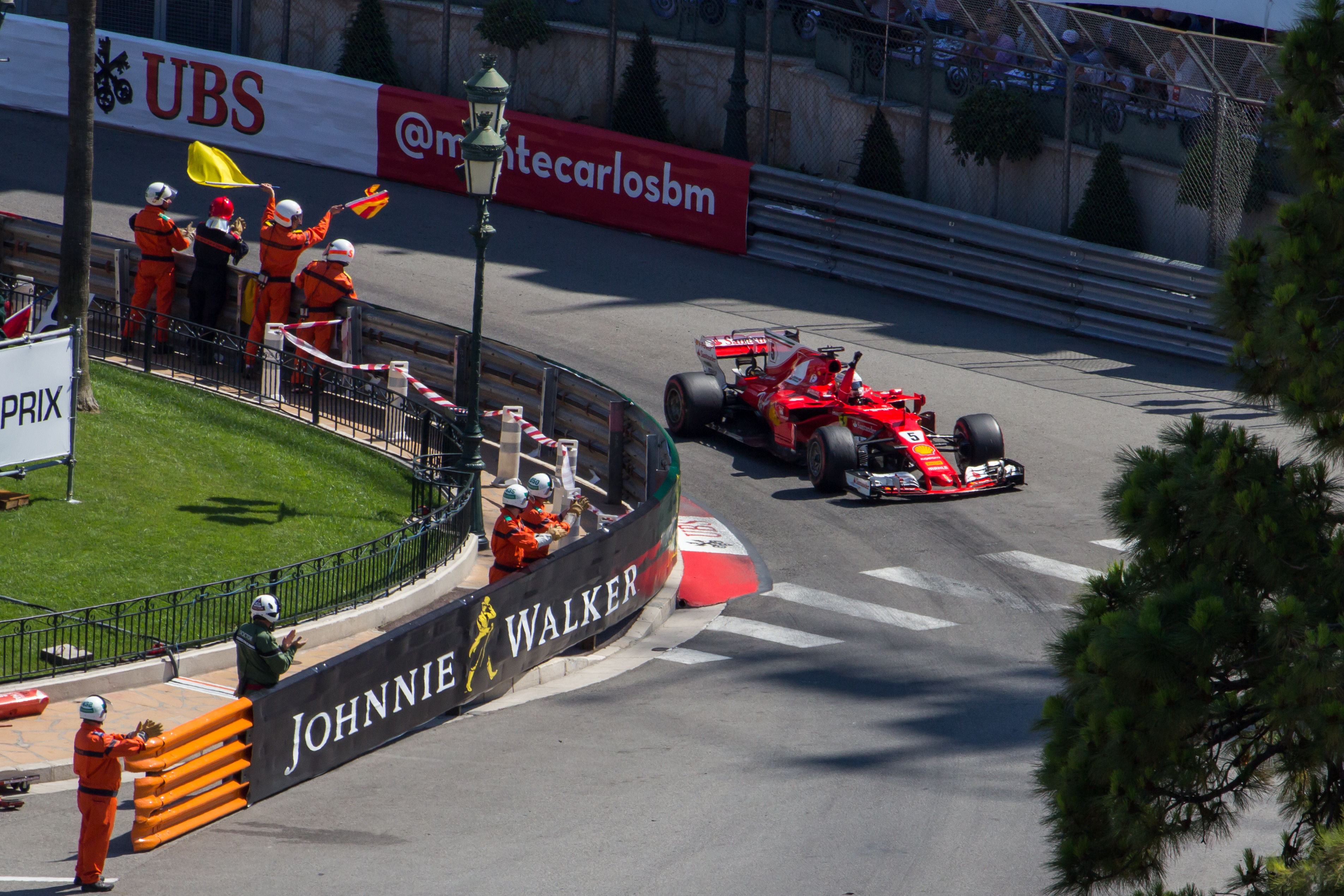
Sebastian Vettel esulta dopo la vittoria al Gran Premio di Monaco 2017.

Nel Gran Premio del Canada, qualificato secondo, Vettel arriva quarto dopo una rimonta dall'ultima posizione per un contatto alla partenza con la Red Bull di Max Verstappen. Nel Gran Premio d'Azerbaigian si qualifica quarto. Alla fine del regime di safety car, mentre era secondo, tampona il leader della gara Lewis Hamilton, reo di aver rallentato improvvisamente, e risponde affiancandolo e colpendolo con una ruotata. Il ferrarista verrà penalizzato con uno stop and go di 10 secondi, ma riuscirà a chiudere quarto davanti al rivale inglese. A seguito dell'incidente provocato Vettel sarà convocato al tribunale della FIA il 3 luglio per stabilire eventuali penalità aggiuntive oltre a quella inflitta in gara. Nel Gran Premio d'Austria torna sul podio dopo due gare, giungendo secondo alle spalle di Valtteri Bottas. In Gran Bretagna, partito terzo, perde subito la possibilità di lottare per la vittoria rimanendo bloccato dietro a Max Verstappen che l'aveva superato in partenza. Superato l'olandese grazie al pit-stop, Vettel non riesce a resistere al ritorno di Valtteri Bottas. Nelle ultime tornate entrambe le Ferrari forano la gomma anteriore sinistra: il tedesco chiude settimo, con Hamilton che si porta a un solo punto in classifica iridata. In Ungheria ottiene la seconda pole stagionale. In gara, nonostante i problemi allo sterzo, riesce a condurre fino alla fine, conquistando la quarta vittoria in stagione, allungando a 14 punti su Lewis Hamilton in campionato.

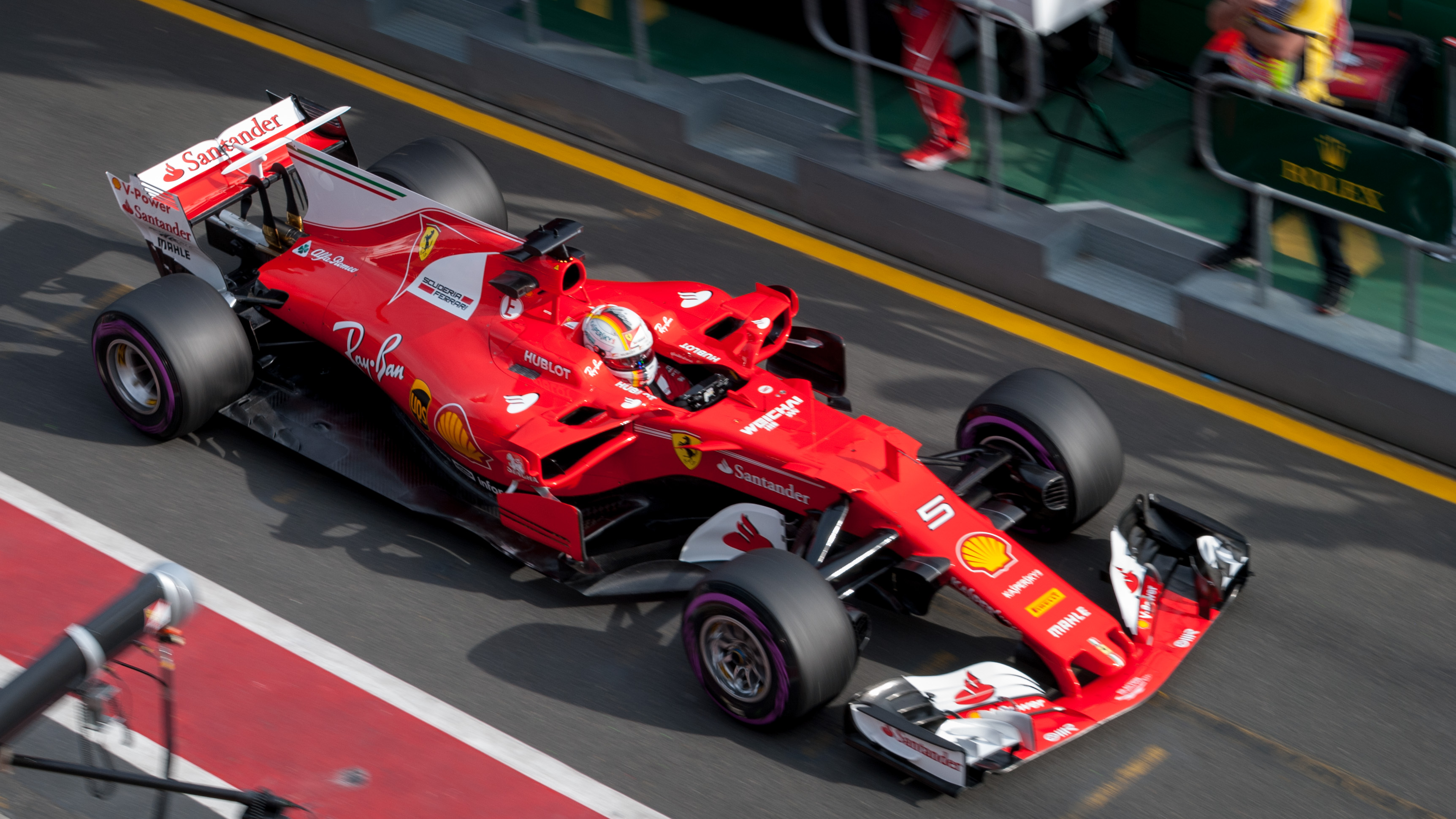
Vettel a bordo della Ferrari SF70H, nella pit-lane.

Nel Gran Premio del Belgio conclude al secondo posto, dietro Lewis Hamilton, dopo aver fatto segnare anche il giro più veloce in gara. Nel Gran Premio d'Italia giunge terzo dopo un fine settimana difficilissimo. Approfittando della vittoria di tappa, Hamilton balza in testa al campionato con 238 punti, contro i 235 del tedesco. A Singapore nonostante i problemi alla Ferrari nelle prove libere, riesce nelle qualifiche a conquistare la terza pole stagionale, con Hamilton che parte solo quinto. Alla partenza della gara è però protagonista di un incidente con il compagno di squadra Kimi Räikkönen e Max Verstappen, in cui tutti e tre sono costretti al ritiro. Con la vittoria del rivale Hamilton, Vettel ha 28 punti di svantaggio dal britannico. Nelle qualifiche del Gran Premio della Malesia a causa dei problemi alla macchina, Vettel parte ultimo, con il rivale Hamilton che invece parte in pole position. In gara è protagonista di una grande rimonta: grazie al pit stop il tedesco sorpassa Valtteri Bottas per la quarta posizione, nei giri successivi Vettel batte il record della pista che apparteneva a Juan Pablo Montoya fatto segnare nell'edizione 2004. Verso il 45º giro il tedesco si avvicina a Daniel Ricciardo per il podio, ma l'australiano riesce a difendersi dagli attacchi del pilota del Cavallino. Dopo aver tagliato il traguardo, Vettel è protagonista di un contatto con Lance Stroll nel giro di rientro ai box.
In Giappone il tedesco scatta dalla seconda posizione in griglia (grazie anche alla penalizzazione di Bottas), ma è costretto al ritiro dopo pochi giri per problemi a una candela, perdendo così altri punti nei confronti del leader del mondiale Hamilton, che vince partendo dalla pole position. Negli Stati Uniti d'America, scattato dalla seconda casella, in partenza sorpassa Lewis Hamilton e si mette in prima posizione e la mantiene fino al giro 6 quando il britannico si riprende la testa della gara. Dopo il secondo pit stop Vettel si ritrova quarto, ma grazie a una buona strategia della Ferrari, negli ultimi giri sorpassa Valtteri Bottas e il compagno di squadra Kimi Räikkönen e chiude la gara in seconda posizione alle spalle di Hamilton. In Messico, conquista la quarta pole position della stagione, precedendo Max Verstappen e Lewis Hamilton. In partenza è protagonista di un contatto con Verstappen e Hamilton, che causa la rottura dell'ala anteriore della sua Ferrari e la foratura della ruota posteriore destra del britannico. Entrambi sono costretti a una sosta ai box, mentre Verstappen procede in prima posizione, che mantiene fino alla fine vincendo la gara. Vettel rimonta fino in quarta posizione facendo anche segnare il giro veloce, mentre Hamilton termina in nona posizione vincendo il titolo mondiale.
In Brasile, partito dalla seconda posizione, riesce a sopravanzare Valtteri Bottas alla partenza e prende la testa del Gran Premio, che mantiene fino al traguardo (se non per alcuni giri in cui la cede ad Hamilton, che non aveva ancora effettuato la sosta), ottenendo la quinta vittoria stagionale, incrementando a 22 punti il vantaggio sullo stesso Bottas nella lotta per la seconda posizione nella classifica piloti. Ad Abu Dhabi chiude terzo, mai in lotta per la vittoria. Chiude la stagione al secondo posto con 317 punti, con 5 vittorie, 4 pole position e 13 podi.

##### 2018

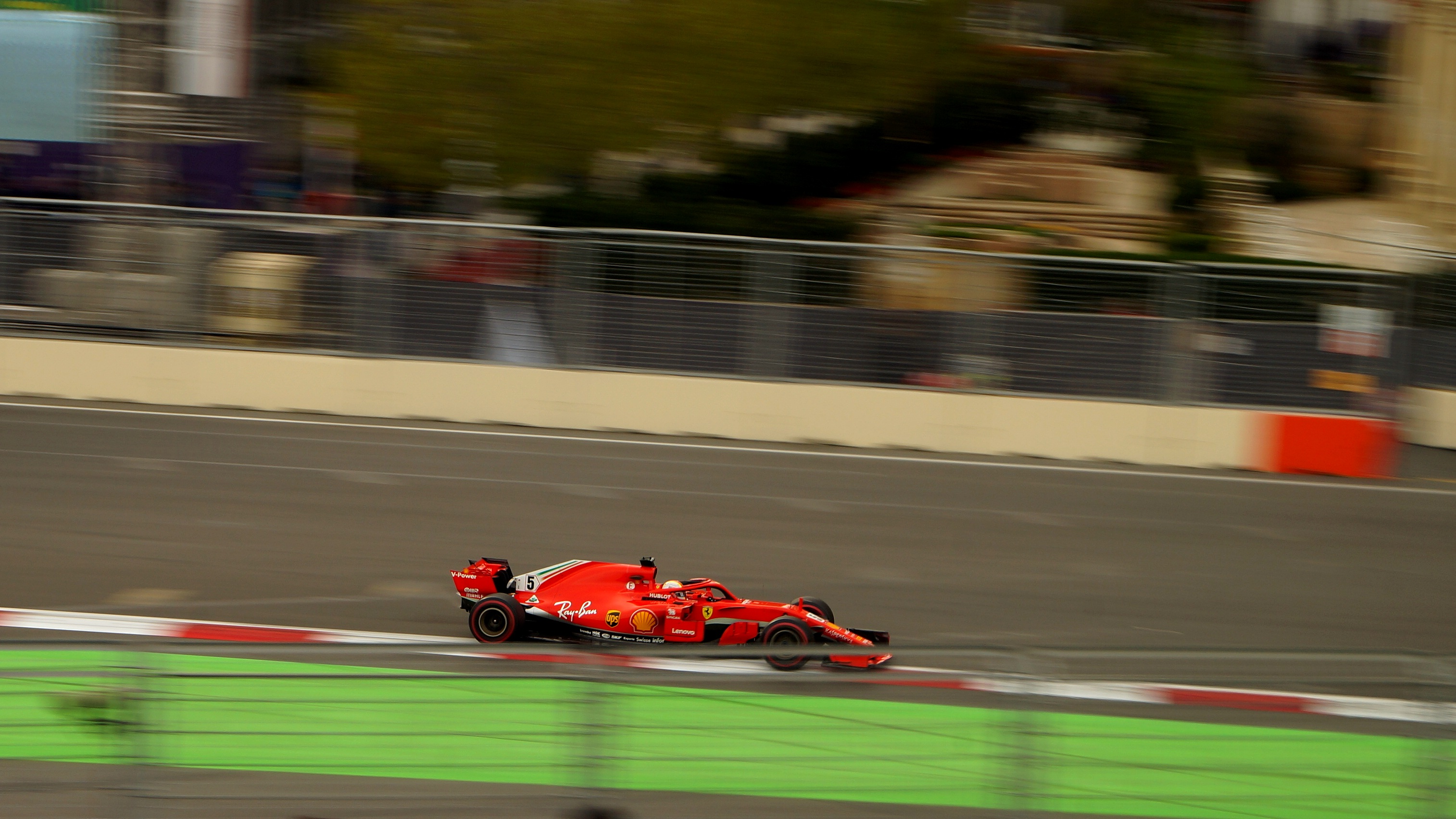
Il pilota tedesco in una fase del Gran Premio d'Azerbaigian 2018.

La stagione 2018 inizia positivamente per Vettel: nella gara inaugurale in Australia si qualifica terzo alle spalle di Lewis Hamilton e del compagno di squadra Kimi Räikkönen. In partenza i primi tre mantengono le rispettive posizioni, ma al giro 26, mentre Hamilton e Raikkonen avevano già effettuato il loro cambio gomme, sfruttando il regime di virtual safety car, Vettel effettua il pit stop e rientra di poco davanti al britannico. Dopo l'uscita della safety car riesce a mantenere la posizione e negli ultimi giri, complice i problemi accusati da Hamilton, amministra la gara fino al traguardo. Al Gran Premio del Bahrein Vettel ottiene la pole position davanti al compagno di squadra Raikkonen. In gara mantiene la testa dopo la partenza ed effettua l'unica sosta montando gomme morbide al giro 19, gestendole per le restanti tornate di gara e resistendo negli ultimi giri al ritorno di Valtteri Bottas: è la sua seconda vittoria consecutiva nel campionato e la decima con la Ferrari. Conquista la pole position pure nel Gran Premio di Cina, ancora davanti a Kimi Räikkönen, stavolta per 87 millesimi. In partenza mantiene la prima posizione, ma dopo il pit stop scende al secondo posto, scavalcato da Valtteri Bottas, che aveva effettuato la sosta un giro prima del ferrarista. Dopo la safety car viene speronato da Max Verstappen durante un tentativo di attacco. Vettel prosegue con la monoposto danneggiata, chiudendo ottavo. 

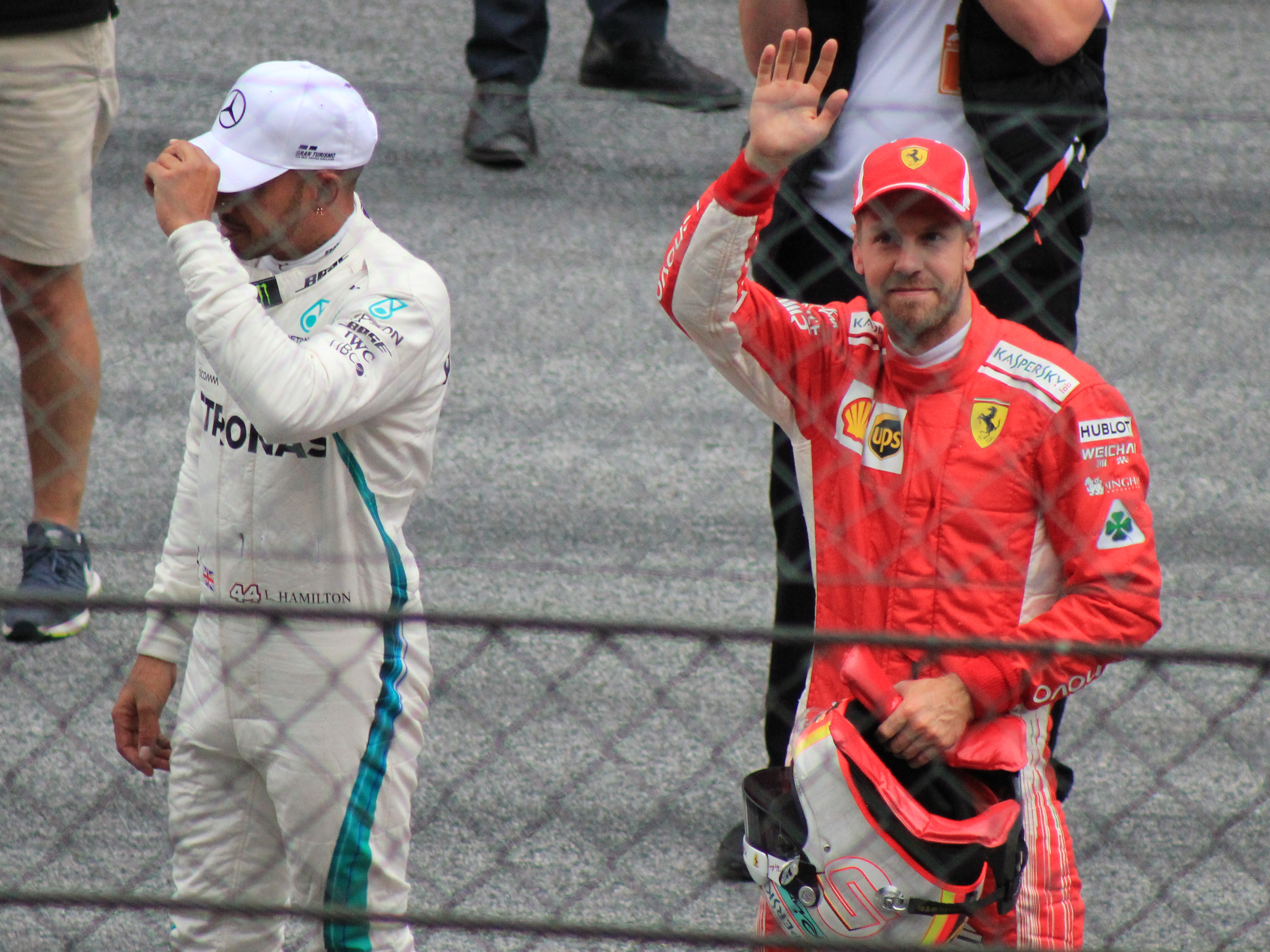
Vettel insieme al rivale Lewis Hamilton al Gran Premio d'Austria 2018.

A Baku conquista la terza pole consecutiva: in gara mantiene la prima posizione fino alla sosta; in testa va così Valtteri Bottas (ma con una sosta in meno), ma dopo l'incidente tra Daniel Ricciardo e Max Verstappen entra in pista la Safety Car, facendo guadagnare a Bottas la prima posizione. Alla ripartenza, il tedesco, insidiato da Hamilton, cerca di superare il finlandese, ma va lungo e perde posizioni. Finirà quarto, cedendo la testa del mondiale a Lewis Hamilton. Nel Gran Premio di Spagna si qualifica terzo dietro le due Mercedes. In partenza supera Valtteri Bottas e si pone dietro Hamilton. Durante il periodo di Safety Car va ai box per effettuare la sua seconda sosta, ma la lentezza del pit stop lo relega dietro a Max Verstappen. Il tedesco non riesce a impensierire l'alfiere Red Bull e chiude così al quarto posto. Hamilton, vincitore della gara, allunga a 17 punti in classifica iridata. Nel GP successivo si qualifica secondo dietro Daniel Ricciardo e termina la gara nella stessa posizione. Nel Gran Premio del Canada conquista la quarta pole position stagionale ottenendo anche il record del circuito. In gara è autore di una prestazione eccellente e vince la sua cinquantesima gara in Formula 1, percorrendo in testa tutti i giri della corsa. Inoltre, riporta la Ferrari alla vittoria in Canada dopo 14 anni di astinenza. L'ultimo a riuscirci prima di lui era stato Michael Schumacher. In Francia si qualifica in terza posizione. In gara è autore di un incidente con Valtteri Bottas al via. Costretto a una sosta per sostituire il muso della sua Ferrari, il tedesco è costretto a una rimonta che dal quindicesimo posto lo porta fino al quinto. Il rivale della Mercedes Lewis Hamilton invece, autore della pole position, vince il Gran Premio portandosi in testa al Campionato con 14 punti di vantaggio su Vettel. Nelle qualifiche del Gran Premio d'Austria ottiene il terzo tempo, ma viene penalizzato di tre posizioni sulla griglia per aver rallentato Carlos Sainz Jr. in Q2, perdendo anche un punto dalla Superlicenza e venendo arretrato in sesta posizione. In gara è autore di una rimonta arrivando terzo dietro a Verstappen e Räikkönen. Inoltre, complice il ritiro dei due piloti della Mercedes, torna in testa al Mondiale Piloti con un punto di vantaggio su Hamilton. A Silverstone, la settimana seguente, il pilota Ferrari conquista la seconda piazza in qualifica, cedendo la pole a Lewis Hamilton per 44 millesimi, davanti al compagno di scuderia Kimi Räikkönen. In gara, grazie a un ottimo spunto in partenza, riesce a prendere la testa della gara. Mantiene la prima posizione finché, in regime di Safety Car, effettua la seconda sosta del gran premio, cedendo dunque la leadership a Bottas, che non si ferma. Nel finale di gara, sopravanza il finlandese e festeggia la 51ª vittoria in carriera, eguagliando così il numero delle vittorie di Alain Prost. Dietro di lui arrivano Hamilton e Raikkonen. Il successo consente a Vettel di consolidare il primo posto nel mondiale, con 8 punti di vantaggio sul rivale inglese. In Germania parte dalla pole, ma al 52º giro, mentre è in testa, esce di pista a causa delle difficili condizioni meteorologiche, ed è costretto al ritiro. La gara è vinta da Hamilton che partiva 14º, il quale torna primo in classifica. Molti considerano la gara tedesca come l'inizio del declino stagionale della Scuderia in generale, e di Vettel in particolare, sebbene il 4 volte iridato sia riuscito successivamente a produrre altre ottime prestazioni.

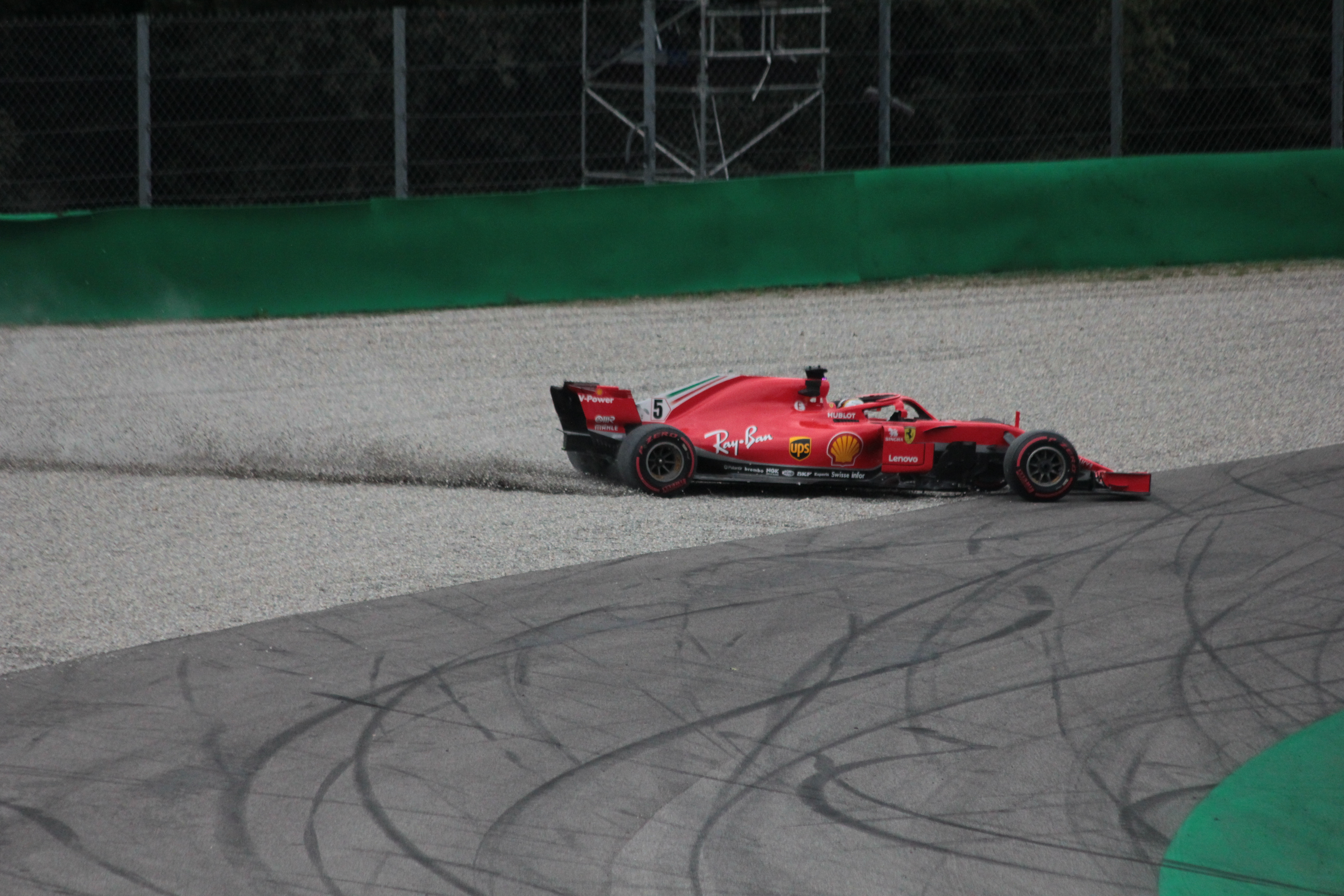
Sebastian Vettel riparte dopo un testacoda alla Parabolica durante le PL2 del Gran Premio d'Italia 2018.

Due settimane dopo, a Budapest, il tedesco, dopo essere partito dalla quarta posizione, chiude secondo, alle spalle di Lewis Hamilton, che allunga il suo vantaggio a 24 punti. Dopo la pausa estiva, nel Gran Premio del Belgio, Vettel si qualifica secondo in una sessione caratterizzata dalla pioggia, e riesce a vincere la gara dopo aver superato Hamilton durante il primo giro del gran premio. Avendo ottenuto il tredicesimo successo in Ferrari, eguaglia le vittorie di Alberto Ascari con la scuderia di Maranello e riduce il distacco dalla vetta della classifica. Al Gran Premio di casa della Ferrari, a Monza, viene battuto dal compagno di squadra Räikkönen in qualifica. Il tedesco parte così secondo, davanti a Lewis Hamilton. Durante il primo giro della gara resta coinvolto in un contatto con Hamilton alla seconda variante, ed è costretto a una rimonta dal fondo dello schieramento. Dopo una serie di sorpassi termina la gara in quarta posizione, perdendo punti in campionato nei confronti di Hamilton.

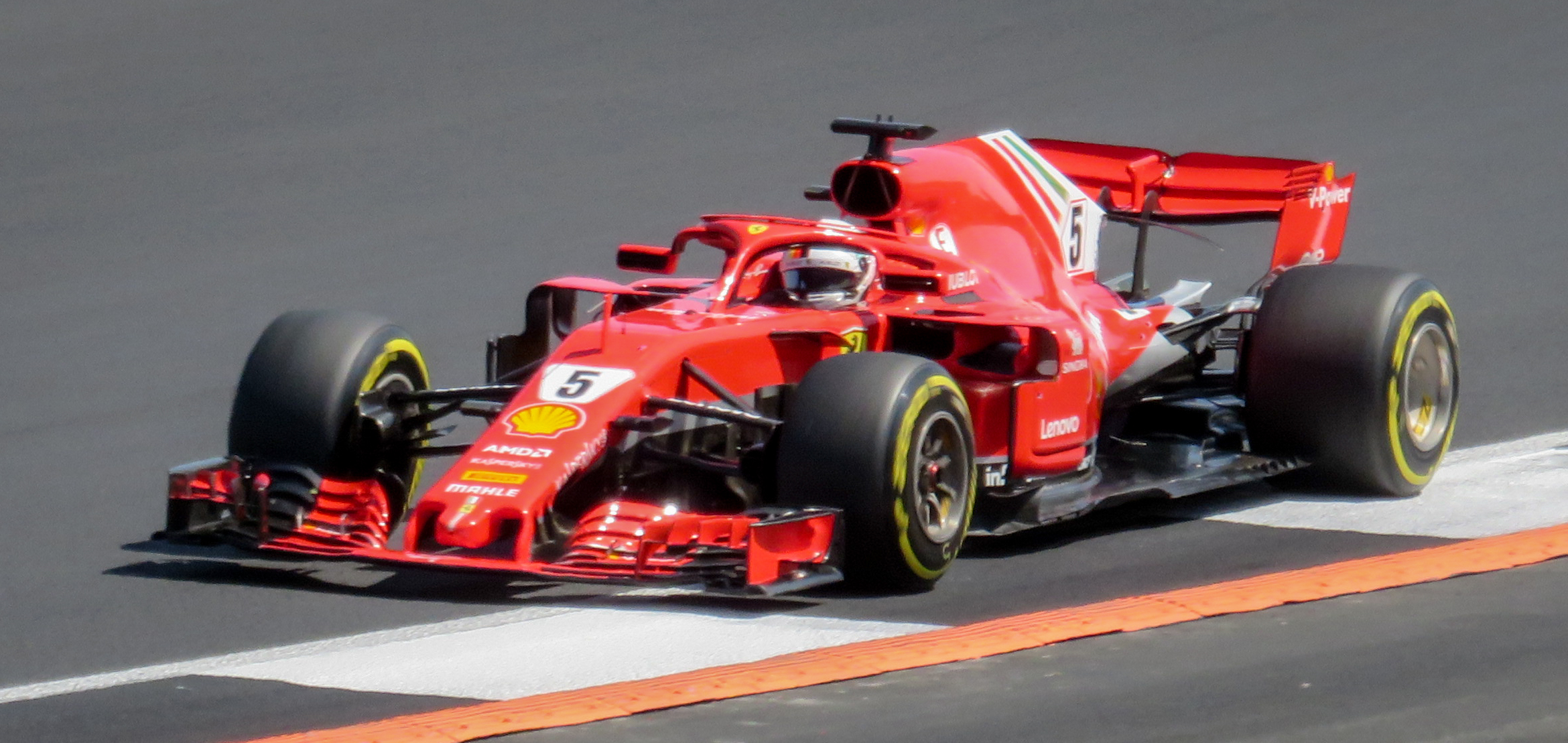
Vettel sulla sua Ferrari SF71H.

Al Gran Premio di Singapore il tedesco compie un paio di errori nell'ultimo giro di qualifica e non riesce a fare meglio del terzo posto, battuto da Lewis Hamilton e Max Verstappen. In gara Vettel conferma la terza posizione, vedendo quindi incrementare ulteriormente il distacco in classifica dal rivale.
Nemmeno nelle gare successive la situazione migliora. Nel Gran Premio di Russia si qualifica e termina terzo, mentre Hamilton vince ancora. A Suzuka si qualifica solo ottavo in una sessione di qualifica disturbata dalla pioggia. In gara Vettel comincia bene rimontando subito fino al quarto posto, ma all'ottavo giro tenta il sorpasso su Max Verstappen alla Spoon e finisce in testacoda. Riesce a risalire dall'ultimo al sesto posto. Hamilton, ormai vincitore per quattro volte consecutive, incrementa il suo vantaggio a 67 punti, rendendo la conquista del mondiale da parte di Vettel e della Ferrari sempre più difficile. Nel Gran Premio degli Stati Uniti si qualifica secondo, ma viene penalizzato di tre posizioni per non aver rallentato a sufficienza in regime di bandiera rossa, durante le prove. In gara, Vettel ha un contatto con Daniel Ricciardo durante il primo giro, finendo in testacoda. Riesce a rimontare dal fondo dello schieramento fino al quarto posto. Una settimana dopo in Messico, si qualifica quarto, dietro le Red Bull e Lewis Hamilton. In gara chiude al secondo posto dietro al vincitore Max Verstappen, ma non basta per tenere aperta la lotta mondiale: Hamilton si laurea campione del mondo per la quinta volta in carriera terminando al quarto posto. Vettel conquista matematicamente il secondo posto nella classifica piloti. Ottiene un sesto e secondo posto in Brasile e ad Abu Dhabi.

##### 2019

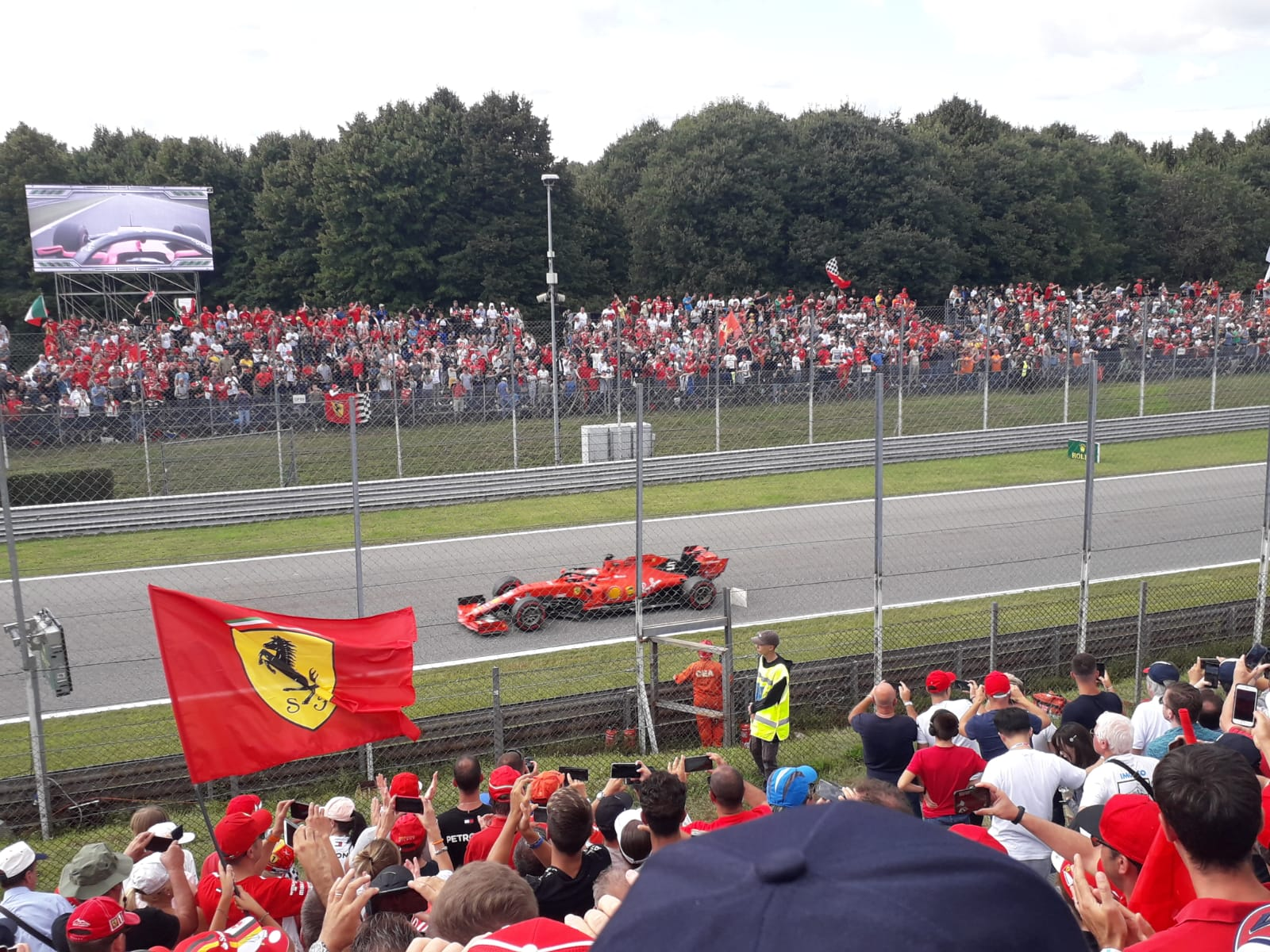
Sebastian Vettel sulla Ferrari SF90 al Gran Premio d'Italia 2019, acclamato dai tifosi alla parabolica.

La nuova monoposto viene presentata il 15 febbraio 2019, assieme a Charles Leclerc come nuovo compagno di squadra, arrivato al posto di Kimi Räikkönen che lo sostituisce alla neonata Alfa Romeo Racing. Sebastian scende in pista per la prima giornata di test pre-stagionali sul Circuito di Barcellona, il 18 febbraio, in cui il tedesco fa registrare il miglior tempo. Secondo una classifica diramata dal Daily Mirror, Vettel percepisce circa £30,5 milioni come compenso per la stagione 2019, diventando uno dei piloti più pagati.
La stagione non inizia bene per Vettel, che non sembra poter competere con le Mercedes. In Australia si qualifica terzo e in gara termina quarto dopo aver battagliato con Max Verstappen. In Bahrein la SF90 si dimostra la più competitiva e Vettel si qualifica secondo alle spalle del compagno di squadra Charles Leclerc. In gara, dopo aver sorpassato Leclerc in partenza viene nuovamente sorpassato dallo stesso qualche giro dopo. Durante la gara è autore di una battaglia con Lewis Hamilton, che lo porta a perdere il controllo della vettura e a finire in testacoda. Dopo la sostituzione dell'alettone danneggiato termina quinto. In Cina, Vettel si qualifica terzo ma viene superato in partenza dal compagno di squadra. Dopo alcuni giri Sebastian supera Charles grazie a un ordine di scuderia, e alla fine della gara termina terzo, conquistando il primo podio della stagione. Nel Gran Premio d'Azerbaigian, in qualifica Sebastian non riesce a fare meglio del terzo posto, conservandolo fino al termine della gara. In Spagna, partito terzo, compromette la sua gara con un bloccaggio alla prima curva, finendo quarto. A Monaco, partendo dalla quarta posizione, chiude secondo a seguito dell'incidente tra Verstappen e Bottas avvenuto nella pit lane.
Conquista la pole position nel circuito di Montréal, per poi concludere la gara con la vittoria. La decisione dei commissari genera numerose polemiche. Dopo aver terminato quinto in Francia e quarto in Austria, a Silverstone parte sesto e arriva sedicesimo dopo aver tamponato Max Verstappen durante una battaglia per la terza posizione. A causa di ciò gli viene anche inflitta una penalità di 10 secondi. A Hockenheim ha un problema al motore ed è costretto a non prendere parte alla Q1. Partito ultimo, sfruttando le condizioni variabili si rende autore d'una grande rimonta che lo porta sino al 2º posto. In Ungheria parte 5º e raggiunge il gradino più basso del podio, mentre in Belgio conclude al 4º posto. In Italia mentre occupava la quarta posizione finisce in testacoda e rientrando pericolosamente in pista finisce in contatto con Lance Stroll. A causa di questa azione pericolosa viene penalizzato di 10 secondi, concludendo solo al 13º posto; gli vengono inoltre comminati 3 punti di penalità sulla patente FIA. Nel Gran Premio di Singapore, partito 3º, riesce a effettuare un undercut sul compagno di squadra, partito dalla pole, ottenendo la sua prima vittoria stagionale a più di un anno dall'ultimo successo; grazie al 2º posto di Leclerc la Ferrari torna inoltre a fare doppietta per la prima volta dal Gran Premio d'Ungheria 2017. In Russia si ritira mentre era al comando per un problema tecnico, mentre nel Gran Premio del Giappone conquista la pole position; in gara, dopo essere partito male, si deve accontentare della seconda posizione alle spalle di Bottas. In Messico arriva nuovamente secondo, mentre nel Gran Premio di Austin si ritira per un cedimento della sospensione dopo essere partito secondo. In Brasile si ritira nuovamente a seguito di un clamoroso incidente col compagno di squadra Leclerc mentre era in lotta per il podio, ma viene comunque classificato 17º avendo coperto il 90% della gara; nell'ultima anonima gara della stagione ad Abu Dhabi chiude 5º.
Conclude la stagione al 5º posto nel mondiale con 240 punti, preceduto anche dal compagno di squadra Leclerc.

##### 2020

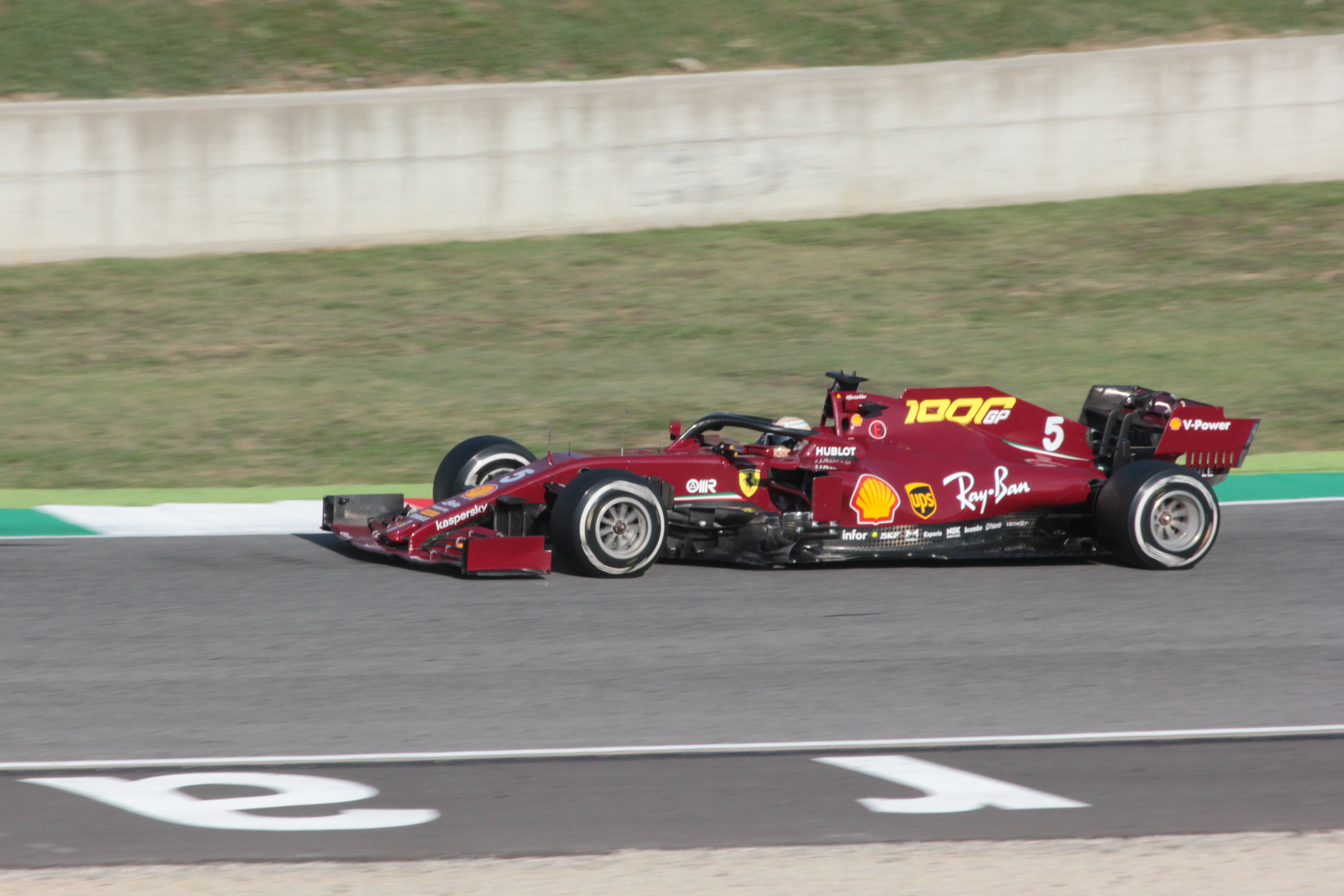
Sebastian Vettel alla guida della sua Ferrari SF1000, in livrea speciale per i mille Gran Premi della Scuderia, durante il Gran Premio della Toscana 2020.

Il 12 maggio 2020, con un comunicato ufficiale da parte della Ferrari viene annunciato che, a seguito di infruttuose trattative e di comune accordo, Sebastian Vettel e la Ferrari decidono di non rinnovare il contratto per un'altra stagione. Successivamente, nella prima conferenza stampa della nuova stagione (in Austria), Vettel dichiara che non gli è mai stata avanzata un'offerta di rinnovo e che la decisione di non rinnovare il contratto sia stata presa solamente dai dirigenti della Ferrari. Queste dichiarazioni sono successivamente confermate da Mattia Binotto, team principal Ferrari. Nel Gran Premio inaugurale della stagione in Austria, date le difficoltà della monoposto e un contatto con Carlos Sainz Jr. che lo relega in fondo al gruppo, il pilota tedesco chiude in decima posizione; al Gran Premio successivo, svoltosi sullo stesso circuito, Vettel si ritira al primo giro, toccato dal compagno di squadra, mentre si trovava in decima posizione. Nel Gran Premio di Ungheria termina la gara al sesto posto, primo delle due Ferrari ma comunque doppiato. Nel Gran Premio di Gran Bretagna, dopo aver perso quasi interamente il venerdì di prove libere per vari problemi sulla monoposto, termina in decima posizione, senza trovare feeling con la vettura e aiutato a conquistare la zona punti dalle forature di Valtteri Bottas e Carlos Sainz Jr. Nel Gran Premio del 70º Anniversario, commette un errore alla prima curva lo relega alle posizioni di fondo e concluderà la gara solo dodicesimo. Torna a punti nel successivo Gran Premio di Spagna, dove termina settimo sfruttando una strategia a una sola sosta. Dopo aver concluso fuori dalla zona punti in Belgio e Italia, dove è costretto al ritiro per un problema ai freni, conclude decimo in Toscana. Seguono un paio di prestazioni estremamente anonime a Soči e al Nürburgring, in cui Vettel non riesce a marcare neanche un punto. A Portimao, Sebastian riesce a concludere decimo, mentre a Imola, sebbene in gara stesse dimostrando un ottimo ritmo, a causa di un errore ai box durante il pit-stop da parte dei meccanici, conclude a ridosso della zona punti. Molto meglio è il risultato ottenuto in Turchia: nonostante una qualifica anonima da parte della Ferrari, in gara Sebastian ha uno scatto brillante al via, col quale riesce a guadagnare sette posizioni nel corso del primo giro; successivamente, grazie all'ottima condotta di gara, riesce a conquistare un terzo posto, primo podio della stagione, interrompendo un digiuno che durava dal Gran Premio del Messico 2019. Nei due Gran Premi svolti in Bahrein, Gran Premio del Bahrein e Gran Premio di Sakhir, Vettel non ottiene punti, così come nell'ultimo appuntamento della stagione ad Abu Dhabi.

#### Il passaggio all'Aston Martin e il ritiro (2021-2022)

##### 2021

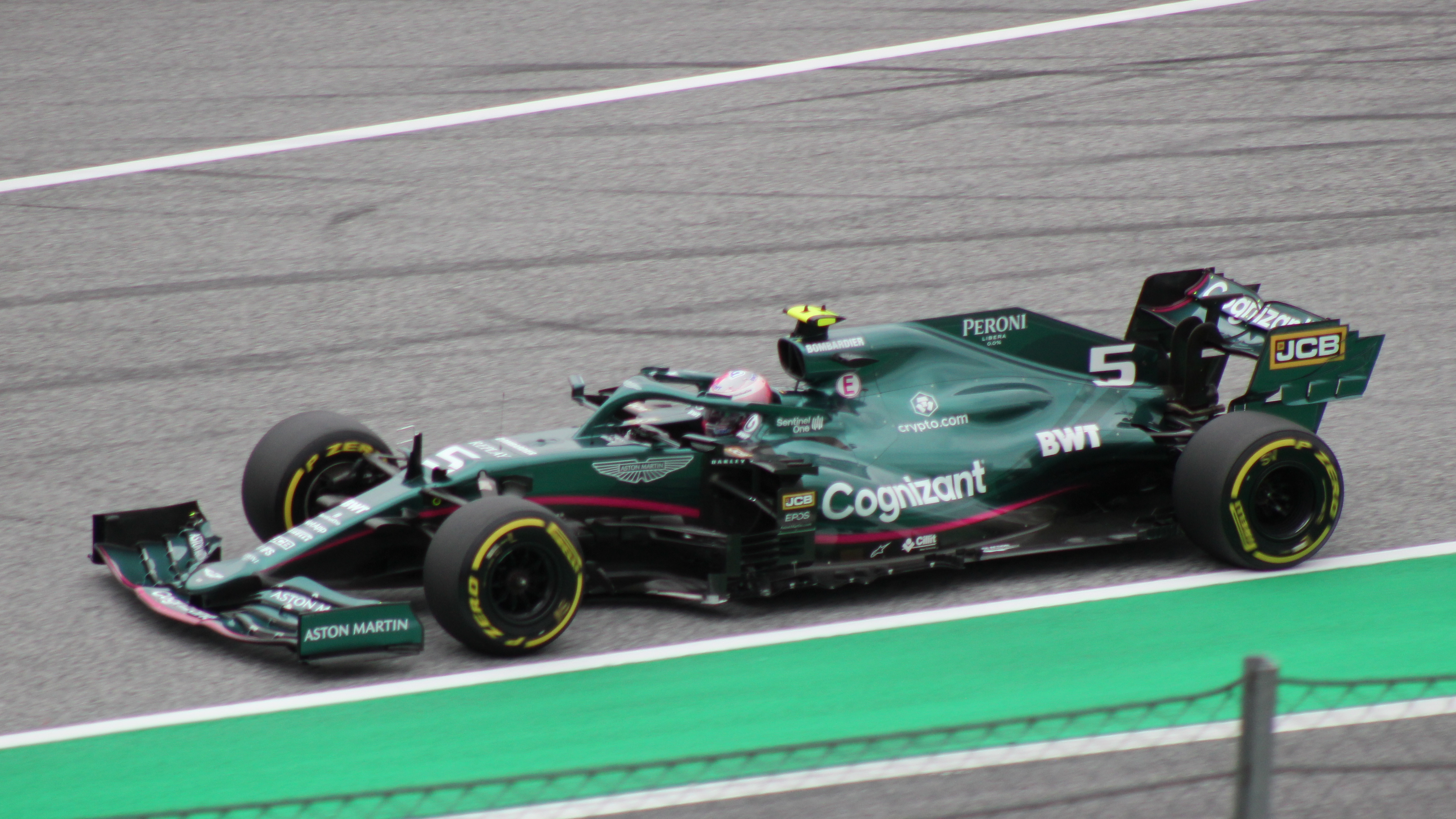
Vettel in Aston Martin nel 2021

Il 10 settembre 2020 la Racing Point, che dal 2021 ha acquisito la denominazione Aston Martin, ufficializza l'ingaggio di Vettel a partire dalla stagione seguente. L'annuncio è giunto poche ore dopo quello con il quale il messicano Sergio Pérez ha comunicato di lasciare la stessa Racing Point al termine della stagione. Il tedesco compie i suoi primi chilometri con la nuova squadra durante lo shakedown tenutosi il 4 marzo 2021 a Silverstone, con la sua nuova Aston Martin AMR21. L'esordio nei test ufficiali in Bahrain tenutisi dal 12 al 14 marzo viene compromesso da alcuni problemi meccanici, prima al cambio e poi al turbo, che non gli consentono di effettuare abbastanza giri durante la sua giornata e mezzo a disposizione con la nuova macchina.

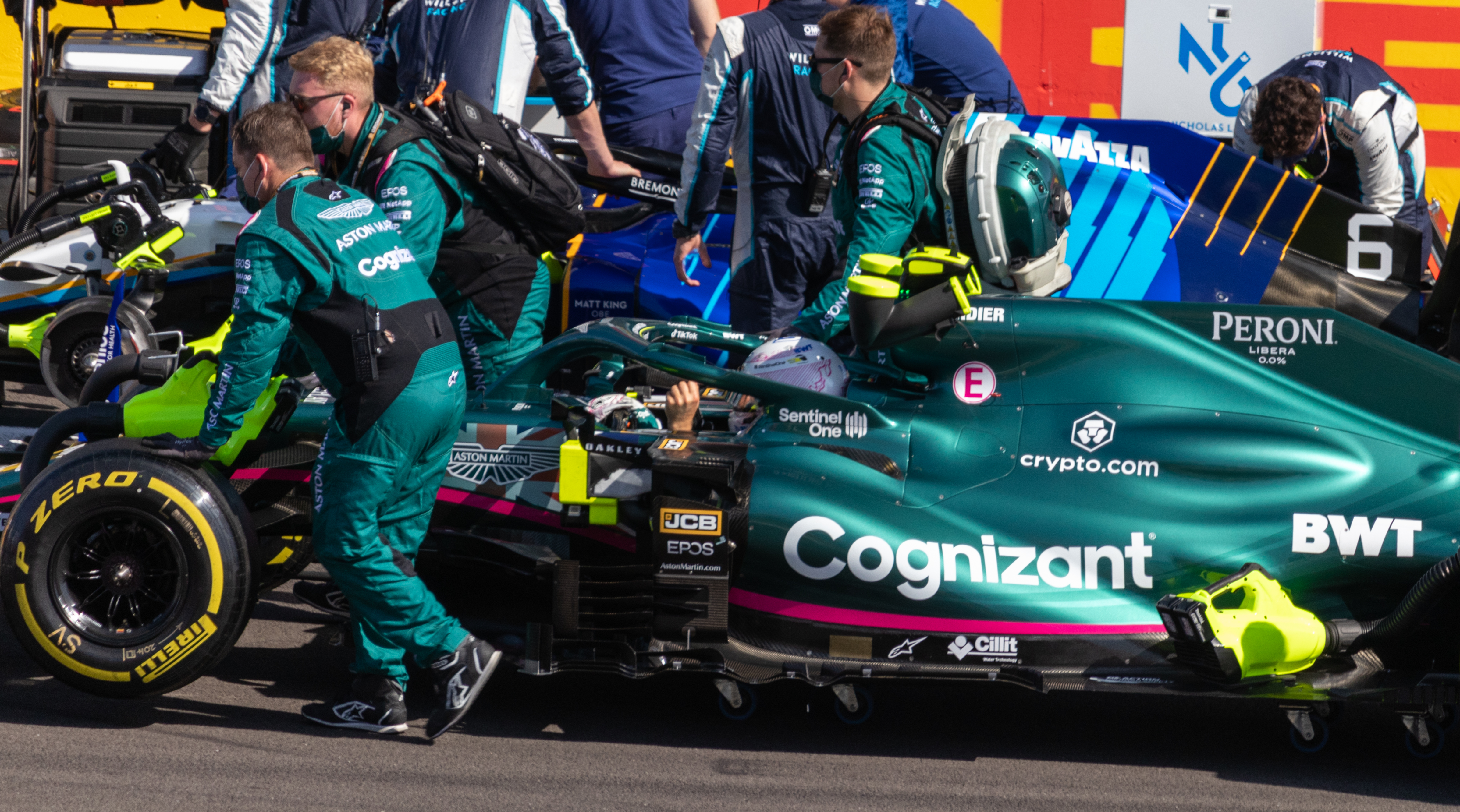
Vettel viene schierato in griglia durante il Gran Premio di Gran Bretagna, gara di casa della Aston Martin.

L'avvio di stagione non è dei migliori, infatti l’Aston Martin dimostra di aver perso la competitività mostrata l’anno precedente, e al Gran Premio del Bahrein Vettel si qualifica prima al diciottesimo posto, non superando il taglio del Q1, per poi essere penalizzato di cinque posizioni in griglia, venendo relegato quindi in ultima posizione. In gara è protagonista di un serrato duello con l'Alpine di Fernando Alonso, ma successivamente è colpevole di un contatto con l'altra Alpine pilotata da Esteban Ocon, provocandosi così un testacoda che lo fa scivolare in quindicesima posizione al termine della gara, scia negativa che prosegue anche nel successivo Gran Premio dell'Emilia-Romagna, dove si ritira per un problema al cambio, ma si classifica comunque quindicesimo avendo completato il 90% della gara. Tuttavia, nel seguente Gran Premio del Portogallo, riesce a qualificarsi per il Q3, interrompendo un digiuno iniziato nel Gran Premio di Gran Bretagna 2020. In gara però finisce in tredicesima posizione, perdendo la posizione sui più veloci Fernando Alonso, Daniel Ricciardo e Antonio Giovinazzi, partiti più dietro. Conclude in tredicesima posizione anche il Gran Premio di Spagna. Conquista i suoi primi punti stagionali al Gran Premio di Monaco: dopo essersi classificato all’ottavo posto in qualifica, in gara sorpassa all’uscita della pit-lane Hamilton e Pierre Gasly, concludendo poi la gara in quinta posizione, avendo conquistato anche la posizione sui ritirati Bottas e Leclerc, ma avendo perso la posizione su Sergio Pérez per un overcut. Al Gran Premio d'Azerbaigian Vettel, partito undicesimo, grazie ad un primo stint lungo, riesce a posizionarsi in settima posizione, guadagna poi una posizione grazie al ritiro del compagno di squadra di Lance Stroll, e alla ripartenza dietro la safety-car causata dallo stesso, supera prima Leclerc, e al giro successivo anche Gasly, ma dopo un ritiro di Verstappen che causa una bandiera rossa, ed un errore di Hamilton alla ripartenza dalla griglia, Vettel riesce ad agguantare la seconda posizione, conquistando così il primo podio stagionale per lui e per l’Aston Martin. In Francia, grazie ad una strategia ad una sosta termina nono, concludendo la terza gara consecutiva a punti. Successivamente arrivano una seria di piazzamenti fuori dai punti: nei Gran Premi di Stiria e Austria, entrambi tenutisi al Red Bull Ring, e di Gran Bretagna. Nel gran Premio di Austria rimane anche coinvolto in un incidente con Räikkönen all’ultimo giro mentre lo sopravanza per raggiungere la dodicesima posizione e conclude diciassettesimo. In Gran Bretagna viene provato per la prima volta il format della Qualifica Sprint. Nella sessione di qualifica classica, tenutasi il venerdì, Vettel raggiunge il Q3 e si classifica decimo e nella gara della Qualifica Sprint del sabato si classifica ottavo. Alla partenza della gara guadagna una posizione, ma alla seconda ripartenza dopo una bandiera rossa, mentre lottava con Alonso per raggiungere il sesto posto, finisce in testacoda, scivolando in fondo al gruppo, per poi successivamente ritirarsi. Nel Gran Premio d'Ungheria, dopo una gara caotica influenzata da condizioni variabili e incidenti, ottiene la seconda posizione e quindi il secondo podio della stagione, dopo essere stato per gran parte della gara all’inseguimento del vincitore Ocon. Tuttavia, viene squalificato a gara terminata perché nella monoposto di Sebastian rimaneva meno di un litro di carburante richiesto dalla FIA per eseguire alcuni controlli post-gara.
La stagione riprende dopo la pausa estiva con tre gare consecutive partendo dal Gran Premio del Belgio, seguito dal Gran Premio d'Olanda e dal Gran Premio d'Italia le due settimane immediatamente successive. In Belgio la gara è influenzata dalle condizioni meteo per le quali si riescono ad effettuare solamente due giri dietro la safety-car. Per questo motivo la prestazione in qualifica di Vettel, che l'aveva portato alla quinta posizione, gli vale il quinto posto in gara, mentre in Olanda in qualifica non supera il taglio del Q1 perché ostacolato durante il suo giro e parte solo dalla diciassettesima posizione, riuscendo a rimontare fino alla tredicesima. A Monza arriva dodicesimo. Anche in Russia arriva dodicesimo dopo una strategia sbagliata all'arrivo della pioggia negli ultimi giri, ripetuta anche nel Gran Premio di Turchia, dove, sotto la pioggia, gli vengono montate le gomme slick mentre occupava la decima posizione, costringendolo a fermarsi dopo solo un giro per rimontare le gomme intermedie e ritrovarsi così in ultima posizione, riuscendo a conquistare solo un diciottesimo posto a fine gara. Torna in zona punti Ad Austin finendo decimo, dopo essere partito diciottesimo a causa di una penalità per aver sostituito la power-unit e a Città del Messico, dove termima settimo. Seguono un undicesimo ed un decimo posto rispettivamente al Gran Premio di San Paolo e al Gran Premio del Qatar, mentre in Arabia Saudita è costretto al ritiro dopo essere entrato in collisione prima con Yuki Tsunoda e poi con Räikkönen. Ad Abu Dhabi termina undicesimo, concludendo così la stagione con 43 punti al dodicesimo posto in classifica piloti. Si aggiudica anche il Crypto.com Overtake Award con 132 sorpassi in stagione.

##### 2022

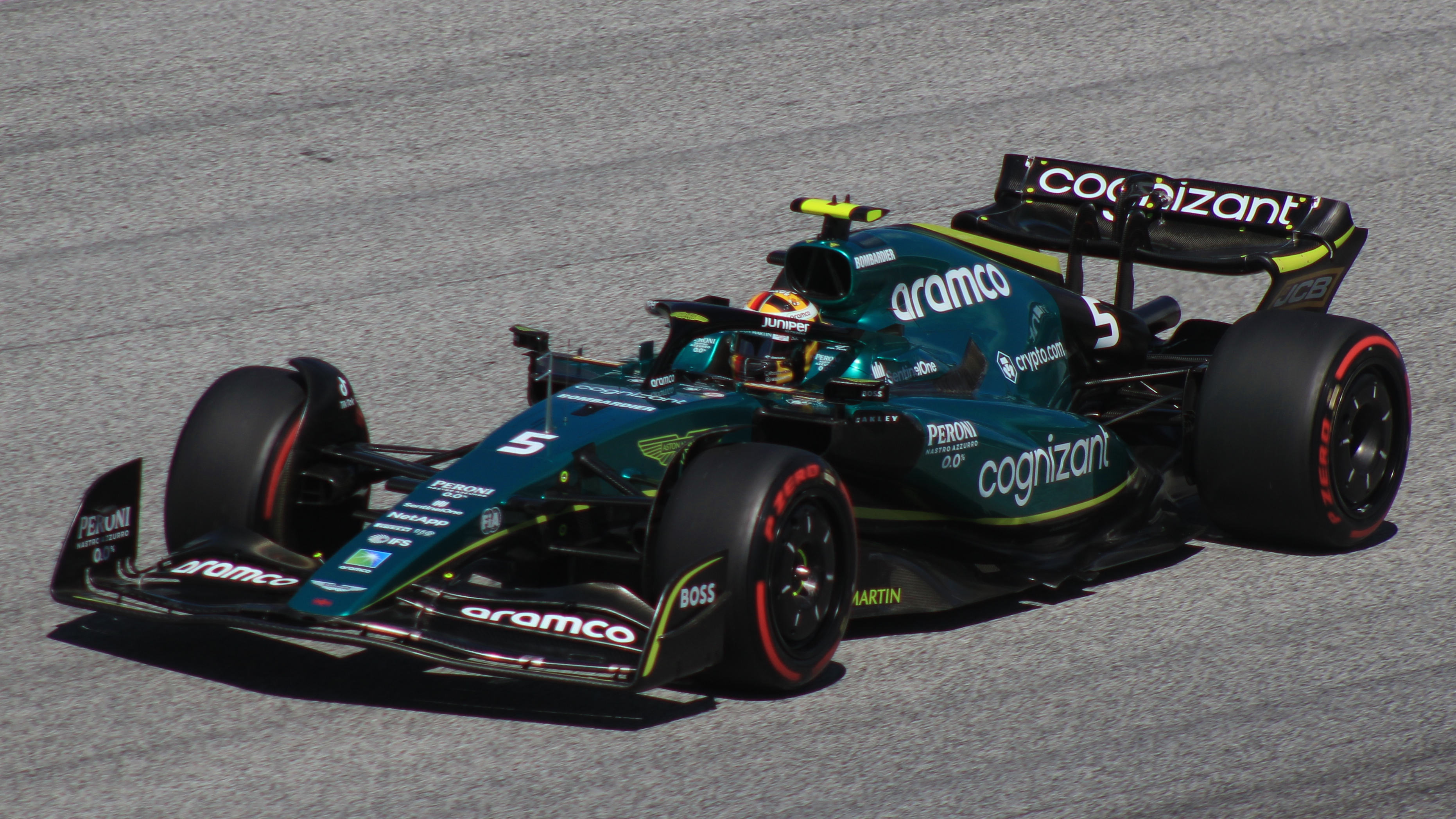
Vettel al Gran Premio d'Austria 2022.

Per la stagione 2022 la Aston Martin conferma la coppia Vettel-Stroll. Vettel è però costretto a saltare le prime gare stagionali in Bahrein ed Arabia Saudita, essendo risultato positivo al SARS-CoV-2: al suo posto viene richiamato Nico Hülkenberg. Ritorna al volante nel Gran Premio d'Australia, dove è costretto al ritiro dopo aver colpito le barriere. Nel successivo Gran Premio dell'Emilia-Romagna ad Imola ottiene il primo piazzamento a punti stagionale, chiudendo all'ottavo posto. Nel Gran Premio di Miami è vittima di un contatto con Mick Schumacher mentre si trovava in zona punti, venendo comunque classificato in 17ª posizione, mentre a Monaco torna a punti con un decimo posto. A Baku Vettel taglia il traguardo in sesta posizione, miglior piazzamento stagionale per l'Aston Martin. Nel successivo Gran Premio del Canada sul Circuito di Montréal arriverà solo dodicesimo fuori dai punti. Ritornerà a punti nel Gran Premio di Gran Bretagna concludendo con un buon nono posto, complice anche di tanti ritiri in partenza. Difficile weekend in Austria, dove complice di una macchina molto complicata da gestire si classifica solo ventesimo nella sprint del sabato anche per via di un contatto con Alexander Albon, mentre la gara si complica ancora per via di un contatto con Pierre Gasly che lo relega in diciassettesima posizione. Nel Gran Premio di Francia Vettel conclude in undicesima posizione dietro al suo compagno di squadra.
Il 28 luglio 2022, alla vigilia del Gran Premio d'Ungheria, Vettel annuncia il suo ritiro dalla Formula 1 alla fine della stagione. Proprio in questo Gran Premio arriverà decimo davanti al suo compagno di squadra. Dopo la pausa estiva al Gran Premio del Belgio Sebastian nonostante una qualifica deludente, coglie altri punti importanti per l'Aston Martin, arrivando ottavo e davanti al compagno di squadra.
Al Gran Premio d'Italia al decimo giro si ritira per via di un problema al motore finendo così la sua ultima gara a Monza e in Europa. A Singapore e Suzuka ottiene altri punti importanti per sé e per il team, arrivando rispettivamente ottavo e sesto, e portandosi all'11º posto in classifica piloti. Al Gran Premio degli Stati Uniti Vettel ritrova, per qualche giro, la leadership di un gran premio, salvo poi essere sorpassato da Lewis Hamilton ed aver subito un pit stop lento, che lo riporta in quindicesima posizione; da quest'ultima comincia una rimonta che lo porta a tagliare il traguardo in ottava posizione, dopo un'intensa battaglia nel finale con Kevin Magnussen. Ad Abu Dhabi Vettel conclude in decima posizione, conquistando un punto iridato alla sua ultima gara in Formula 1.

### Dopo la Formula 1
Nel 2023 e nel 2024 Vettel rimane lontano dalle piste, ma il 22 marzo 2024 viene annunciato il suo primo test con la 963, Hypercar della Porsche. Il pilota tedesco percorre 581 km con l'Hypercar sul circuito di Aragón.
Partecipa alla Race of Champions 2025 in coppia con Mick Schumacher per il team della Germania.

## Risultati

### Risultati nella Formula 3 Euro Series
| Stagione | Team                 | Motore   | 1   | 2   | 3   | 4   | 5   | 6   | 7   | 8   | 9   | 10  | 11  | 12  | 13  | 14  | 15  | 16  | 17  | 18  | 19  | 20  | Punti | Pos. |
| -------- | -------------------- | -------- | --- | --- | --- | --- | --- | --- | --- | --- | --- | --- | --- | --- | --- | --- | --- | --- | --- | --- | --- | --- | ----- | ---- |
| 2005     | ASL Mücke Motorsport | Mercedes | HOC | HOC | PAU | PAU | SPA | SPA | MON | MON | OSC | OSC | NOR | NOR | NÜR | NÜR | ZAN | ZAN | LAU | LAU | HOC | HOC | 57    | 5º   |
| 2005     | ASL Mücke Motorsport | Mercedes | 21  | 5   | 7   | 11  | SQ  | 13  | 18  | 17  | 5   | 5   | 2   | 4   | 11  | 2   | 2   | 2   | 3   | 15  | 13  | 3   | 57    | 5º   |
| 2006     | ASM Formule 3        | Mercedes | HOC | HOC | LAU | LAU | OSC | OSC | BRH | BRH | NOR | NOR | NÜR | NÜR | ZAN | ZAN | CAT | CAT | LMS | LMS | HOC | HOC | 75    | 2º   |
| 2006     | ASM Formule 3        | Mercedes | 5   | 1   | 3   | 6   | 5   | 14  | 2   | 7   | 2   | Rit | 1   | 1   | 24  | 2   | 1   | Rit | 9   | 9   | 3   | 12  | 75    | 2º   |

### Risultati nella Formula Renault 3.5 Series
| Stagione | Team              | 1   | 2   | 3   | 4   | 5   | 6   | 7   | 8   | 9   | 10  | 11  | 12  | 13  | 14  | 15  | 16  | 17  | Punti | Pos. |
| -------- | ----------------- | --- | --- | --- | --- | --- | --- | --- | --- | --- | --- | --- | --- | --- | --- | --- | --- | --- | ----- | ---- |
| 2006     | Carlin Motorsport | ZOL | ZOL | MON | IST | IST | MIS | MIS | SPA | SPA | NÜR | NÜR | DON | DON | LMS | LMS | CAT | CAT | 28    | 15º  |
| 2006     | Carlin Motorsport |     |     |     |     |     | 2   | 1   | Rit | NP  |     |     |     |     |     |     |     |     | 28    | 15º  |
| 2007     | Carlin Motorsport | MNZ | MNZ | NÜR | NÜR | MON | HUN | HUN | SPA | SPA | DON | DON | MAG | MAG | EST | EST | CAT | CAT | 74    | 5º   |
| 2007     | Carlin Motorsport | 5   | 3   | 1   | 6   | 2   | 4   | 3   |     |     |     |     |     |     |     |     |     |     | 74    | 5º   |

### Risultati in Formula 1
| 2007 | Scuderia              | Vettura    |    |    |  |  |  |  |   |  |  |  |    |    |    |     |     |   |     |  |  |  |  |  | Punti | Pos. |
| ---- | --------------------- | ---------- | -- | -- |  |  |  |  | - |  |  |  | -- | -- | -- | --- | --- | - | --- |  |  |  |  |  | ----- | ---- |
| 2007 | BMW Sauber Toro Rosso | F1.07 STR2 | SP | SP |  |  |  |  | 8 |  |  |  | 16 | 19 | 18 | Rit | Rit | 4 | Rit |  |  |  |  |  | 6     | 14º  |

| 2008 | Scuderia   | Vettura    |     |     |     |     |    |   |   |    |     |   |     |   |   |   |   |   |   |   |  |  |  |  | Punti | Pos. |
| ---- | ---------- | ---------- | --- | --- | --- | --- | -- | - | - | -- | --- | - | --- | - | - | - | - | - | - | - |  |  |  |  | ----- | ---- |
| 2008 | Toro Rosso | STR2B STR3 | Rit | Rit | Rit | Rit | 17 | 5 | 8 | 12 | Rit | 8 | Rit | 6 | 5 | 1 | 5 | 6 | 9 | 4 |  |  |  |  | 35    | 8º   |

| 2009 | Scuderia | Vettura |     |    |   |   |   |     |   |   |   |     |     |   |   |   |   |   |   |  |  |  |  |  | Punti | Pos. |
| ---- | -------- | ------- | --- | -- | - | - | - | --- | - | - | - | --- | --- | - | - | - | - | - | - |  |  |  |  |  | ----- | ---- |
| 2009 | Red Bull | RB5     | 13* | 15 | 1 | 2 | 4 | Rit | 3 | 1 | 2 | Rit | Rit | 3 | 8 | 4 | 1 | 4 | 1 |  |  |  |  |  | 84    | 2º   |

| 2010 | Scuderia | Vettura |   |     |   |   |   |   |     |   |   |   |   |   |    |   |   |   |     |   |   |  |  |  | Punti | Pos. |
| ---- | -------- | ------- | - | --- | - | - | - | - | --- | - | - | - | - | - | -- | - | - | - | --- | - | - |  |  |  | ----- | ---- |
| 2010 | Red Bull | RB6     | 4 | Rit | 1 | 6 | 3 | 2 | Rit | 4 | 1 | 7 | 3 | 3 | 15 | 4 | 2 | 1 | Rit | 1 | 1 |  |  |  | 256   | 1º   |

| 2011 | Scuderia | Vettura |   |   |   |   |   |   |   |   |   |   |   |   |   |   |   |   |   |     |   |  |  |  | Punti | Pos. |
| ---- | -------- | ------- | - | - | - | - | - | - | - | - | - | - | - | - | - | - | - | - | - | --- | - |  |  |  | ----- | ---- |
| 2011 | Red Bull | RB7     | 1 | 1 | 2 | 1 | 1 | 1 | 2 | 1 | 2 | 4 | 2 | 1 | 1 | 1 | 3 | 1 | 1 | Rit | 2 |  |  |  | 392   | 1º   |

| 2012 | Scuderia | Vettura |   |    |   |   |   |   |   |     |   |   |   |   |     |   |   |   |   |   |   |   |  |  | Punti | Pos. |
| ---- | -------- | ------- | - | -- | - | - | - | - | - | --- | - | - | - | - | --- | - | - | - | - | - | - | - |  |  | ----- | ---- |
| 2012 | Red Bull | RB8     | 2 | 11 | 5 | 1 | 6 | 4 | 4 | Rit | 3 | 5 | 4 | 2 | 22* | 1 | 1 | 1 | 1 | 3 | 2 | 6 |  |  | 281   | 1º   |

| 2013 | Scuderia | Vettura |   |   |   |   |   |   |   |     |   |   |   |   |   |   |   |   |   |   |   |  |  |  | Punti | Pos. |
| ---- | -------- | ------- | - | - | - | - | - | - | - | --- | - | - | - | - | - | - | - | - | - | - | - |  |  |  | ----- | ---- |
| 2013 | Red Bull | RB9     | 3 | 1 | 4 | 1 | 4 | 2 | 1 | Rit | 1 | 3 | 1 | 1 | 1 | 1 | 1 | 1 | 1 | 1 | 1 |  |  |  | 397   | 1º   |

| 2014 | Scuderia | Vettura |     |   |   |   |   |     |   |     |   |   |   |   |   |   |   |   |   |   |   |  |  |  | Punti | Pos. |
| ---- | -------- | ------- | --- | - | - | - | - | --- | - | --- | - | - | - | - | - | - | - | - | - | - | - |  |  |  | ----- | ---- |
| 2014 | Red Bull | RB10    | Rit | 3 | 6 | 5 | 4 | Rit | 3 | Rit | 5 | 4 | 7 | 5 | 6 | 2 | 3 | 8 | 7 | 5 | 8 |  |  |  | 167   | 5º   |

| 2015 | Scuderia | Vettura |   |   |   |   |   |   |   |   |   |   |     |   |   |   |   |   |     |   |   |  |  |  | Punti | Pos. |
| ---- | -------- | ------- | - | - | - | - | - | - | - | - | - | - | --- | - | - | - | - | - | --- | - | - |  |  |  | ----- | ---- |
| 2015 | Ferrari  | SF15-T  | 3 | 1 | 3 | 5 | 3 | 2 | 5 | 4 | 3 | 1 | 12* | 2 | 1 | 3 | 2 | 3 | Rit | 3 | 4 |  |  |  | 278   | 3º   |

| 2016 | Scuderia | Vettura |   |    |   |     |   |   |   |   |     |   |   |   |   |   |   |     |   |   |   |   |   |  | Punti | Pos. |
| ---- | -------- | ------- | - | -- | - | --- | - | - | - | - | --- | - | - | - | - | - | - | --- | - | - | - | - | - |  | ----- | ---- |
| 2016 | Ferrari  | SF16-H  | 3 | NP | 2 | Rit | 3 | 4 | 2 | 2 | Rit | 9 | 4 | 5 | 6 | 3 | 5 | Rit | 4 | 4 | 5 | 5 | 3 |  | 212   | 4º   |

| 2017 | Scuderia | Vettura |   |   |   |   |   |   |   |   |   |   |   |   |   |     |   |     |   |   |   |   |  |  | Punti | Pos. |
| ---- | -------- | ------- | - | - | - | - | - | - | - | - | - | - | - | - | - | --- | - | --- | - | - | - | - |  |  | ----- | ---- |
| 2017 | Ferrari  | SF70H   | 1 | 2 | 1 | 2 | 2 | 1 | 4 | 4 | 2 | 7 | 1 | 2 | 3 | Rit | 4 | Rit | 2 | 4 | 1 | 3 |  |  | 317   | 2º   |

| 2018 | Scuderia | Vettura |   |   |   |   |   |   |   |   |   |   |     |   |   |   |   |   |   |   |   |   |   |  | Punti | Pos. |
| ---- | -------- | ------- | - | - | - | - | - | - | - | - | - | - | --- | - | - | - | - | - | - | - | - | - | - |  | ----- | ---- |
| 2018 | Ferrari  | SF71H   | 1 | 1 | 8 | 4 | 4 | 2 | 1 | 5 | 3 | 1 | Rit | 2 | 1 | 4 | 3 | 3 | 6 | 4 | 2 | 6 | 2 |  | 320   | 2º   |

| 2019 | Scuderia | Vettura |   |   |   |   |   |   |   |   |   |    |   |   |   |    |   |     |   |   |     |     |   |  | Punti | Pos. |
| ---- | -------- | ------- | - | - | - | - | - | - | - | - | - | -- | - | - | - | -- | - | --- | - | - | --- | --- | - |  | ----- | ---- |
| 2019 | Ferrari  | SF90    | 4 | 5 | 3 | 3 | 4 | 2 | 2 | 5 | 4 | 16 | 2 | 3 | 4 | 13 | 1 | Rit | 2 | 2 | Rit | 17* | 5 |  | 240   | 5º   |

| 2020 | Scuderia | Vettura |    |     |   |    |    |   |    |     |    |    |    |    |    |   |    |    |    |  |  |  |  |  | Punti | Pos. |
| ---- | -------- | ------- | -- | --- | - | -- | -- | - | -- | --- | -- | -- | -- | -- | -- | - | -- | -- | -- |  |  |  |  |  | ----- | ---- |
| 2020 | Ferrari  | SF1000  | 10 | Rit | 6 | 10 | 12 | 7 | 13 | Rit | 10 | 13 | 11 | 10 | 12 | 3 | 13 | 12 | 14 |  |  |  |  |  | 33    | 13º  |

| 2021 | Scuderia     | Vettura |    |     |    |    |   |   |   |    |     |     |    |    |    |    |    |    |    |   |    |    |     |    | Punti | Pos. |
| ---- | ------------ | ------- | -- | --- | -- | -- | - | - | - | -- | --- | --- | -- | -- | -- | -- | -- | -- | -- | - | -- | -- | --- | -- | ----- | ---- |
| 2021 | Aston Martin | AMR21   | 15 | 15* | 13 | 13 | 5 | 2 | 9 | 12 | 17* | Rit | SQ | 5‡ | 13 | 12 | 12 | 18 | 10 | 7 | 11 | 10 | Rit | 11 | 43    | 12º  |

| 2022 | Scuderia     | Vettura |     |     |     |   |     |    |    |   |    |   |    |    |    |   |    |     |   |   |   |    |    |    | Punti | Pos. |
| ---- | ------------ | ------- | --- | --- | --- | - | --- | -- | -- | - | -- | - | -- | -- | -- | - | -- | --- | - | - | - | -- | -- | -- | ----- | ---- |
| 2022 | Aston Martin | AMR22   | INF | INF | Rit | 8 | 17* | 11 | 10 | 6 | 12 | 9 | 17 | 11 | 10 | 8 | 14 | Rit | 8 | 6 | 8 | 14 | 11 | 10 | 37    | 12º  |

| Legenda | 1º posto     | 2º posto | 3º posto    | A punti         | Senza punti/Non class.  | Grassetto – Pole position Corsivo – Giro più veloce Apice – Risultato Sprint (A punti) |
| Legenda | Squalificato | Ritirato | Non partito | Non qualificato | Solo prove/Terzo pilota | Grassetto – Pole position Corsivo – Giro più veloce Apice – Risultato Sprint (A punti) |

* Non ha terminato, ma è stato classificato in quanto aveva completato più del 90% della distanza di gara.
‡ Metà punti assegnati come meno del 75% della distanza di gara è stata completata.

## Record in Formula 1
(Aggiornato dopo il Gran Premio di Abu Dhabi 2022)
| Record                                                                     | Numero/Data                                                                                      |
| -------------------------------------------------------------------------- | ------------------------------------------------------------------------------------------------ |
| Campione del mondo più giovane                                             | 23 anni, 134 giorni (2010)                                                                       |
| Maggior numero di pole position in una stagione                            | 15 (2011)                                                                                        |
| Maggior numero di Grand Chelem consecutivi                                 | 2 (Singapore 2013–Corea 2013); a pari merito con Alberto Ascari (1952) e Jim Clark (1963 e 1965) |
| Pilota più giovane a realizzare una pole position                          | 21 anni, 72 giorni (Gran Premio d'Italia 2008)                                                   |
| Pilota più giovane a conquistare una vittoria partendo dalla pole position | 21 anni, 73 giorni (Gran Premio d'Italia 2008)                                                   |
| Pilota più giovane a conquistare un Hat Trick                              | 21 anni, 353 giorni (Gran Premio di Gran Bretagna 2009)                                          |
| Minor tempo trascorso prima di ottenere una penalità                       | 6 secondi (Gran Premio di Turchia 2006)                                                          |

## Nomi delle monoposto
Da quando ha cominciato stabilmente la propria carriera in Formula 1, è tradizione per Sebastian Vettel dare un nome di donna alle proprie monoposto (nello specifico al telaio).
Di seguito i nomi assegnati alle diverse auto guidate:
- Julie, per la Toro Rosso STR3
- Kate e Kate's Dirty Sister, per la Red Bull RB5
- Luscious Liz e Randy Mandy, per la Red Bull RB6
- Kinky Kylie, per la Red Bull RB7
- Abbey, per la Red Bull RB8
- Hungry Heidi, per la Red Bull RB9
- Suzie, per la Red Bull RB10
- Eva,[110] per la Ferrari SF15-T
- Margherita,[111] per la Ferrari SF16-H
- Gina,[112] per la Ferrari SF70H
- Loria,[113] per la Ferrari SF71H
- Lina, per la Ferrari SF90
- Lucilla, per la Ferrari SF1000
- Honey Ryder,[114] per l'Aston Martin AMR21

## Design caschi

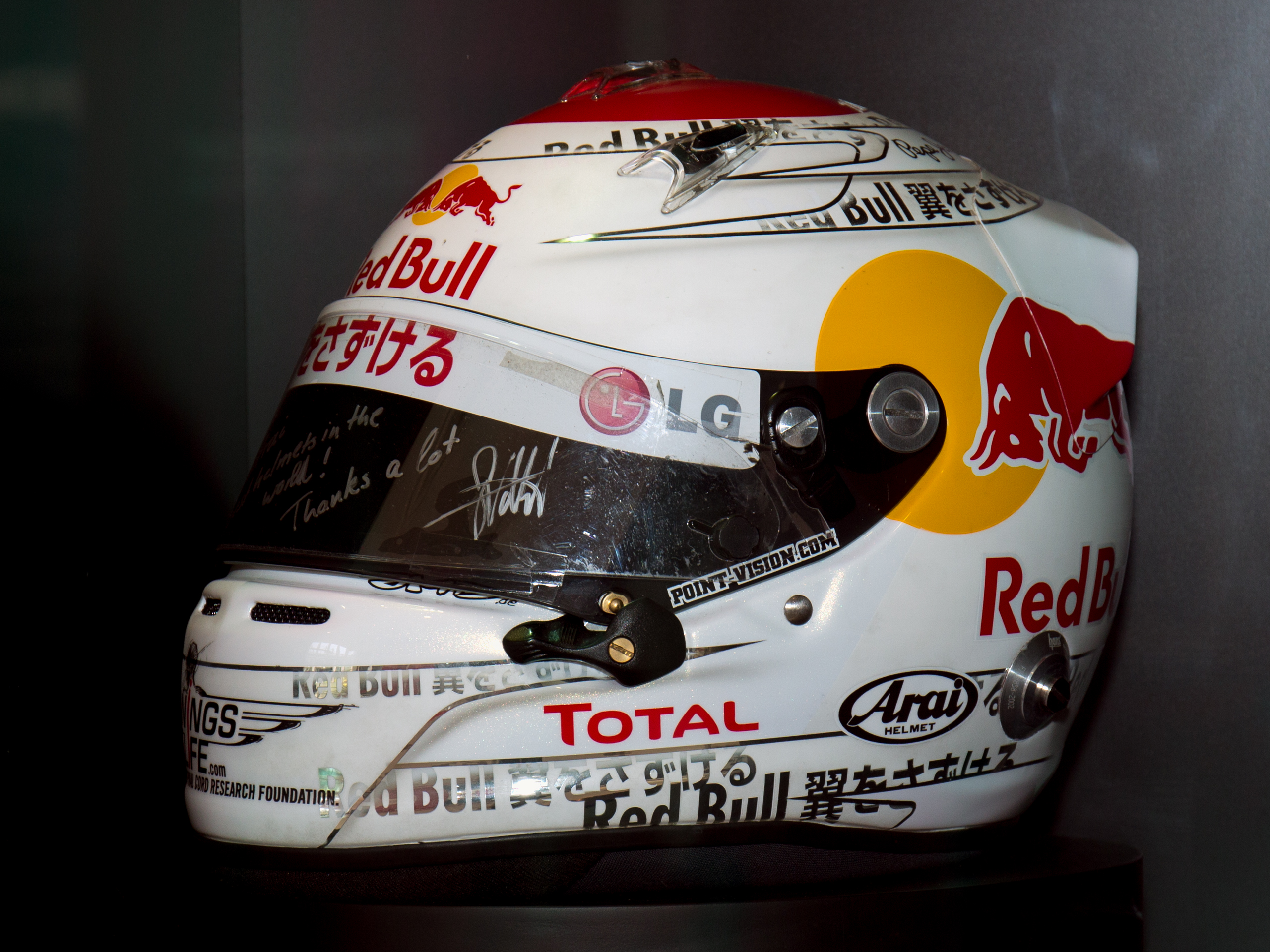
Sebastian Vettel, Casco del GP di Giappone 2010

La passione di Vettel per diversi modelli di caschi è iniziata in giovane età e già dai suoi primi giorni nel karting ha lavorato con il designer Jens Munser. A otto anni, Vettel voleva il granchio “Sebastian” del film “La Sirenetta” sul suo casco. Il casco originale di Vettel, in Formula 1, come la maggior parte dei piloti Red Bull, è stato fortemente influenzato dal logo della società di bevande energetiche. Dall'inizio del 2008 è stata aggiunta una croce rossa sulla parte anteriore, proprio sotto la visiera in onore della regione della sua città natale Heppenheim.
Dopo essere passato dalla Toro Rosso alla Red Bull nel 2009, Vettel ha iniziato a utilizzare una varietà di nuovi modelli per il suo casco. Alcune volte erano piccoli cambiamenti del design originale “RedBull”, mentre altri erano progetti completamente originali, come quello usato al Gran Premio del Giappone 2010: Vettel aveva un particolare casco di colore bianco-rosso, con Kanji neri e hiragana.
Molti dei suoi design hanno anche caratterizzato i membri del team. Nel Gran Premio d'Italia 2012, Vettel ha celebrato il suo 50º design con un “aspetto arrugginito". Alla fine della stagione 2013 di Formula 1, Vettel aveva usato 76 caschi differenti per tutta la sua carriera. “Sono felice di ciò” ha ammesso.
Vettel ha iniziato la stagione 2013 con un nuovo design in onore di Felix Baumgartner.

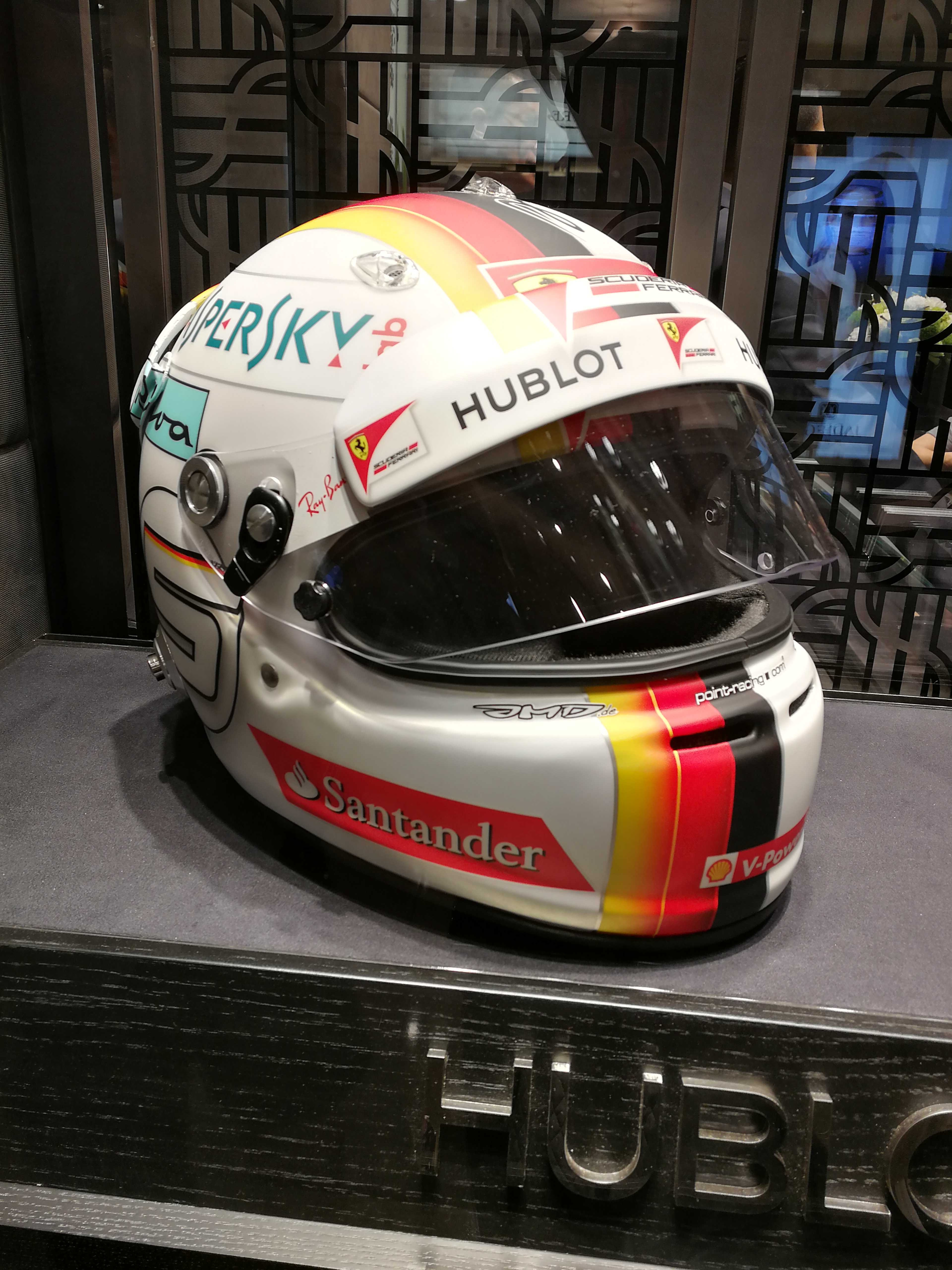
Sebastian Vettel, casco del 2017

Il produttore di caschi Arai ha dichiarato che Vettel ritirava ogni suo casco dopo ogni vittoria.
Dopo essersi trasferito in Ferrari, prima dell'inizio della stagione 2015 Vettel ha dichiarato che non cambierà più i modelli del casco così spesso, visto anche la regola della FIA che impone di non poter cambiare radicalmente il casco durante la stagione, e di aver cambiato il design vista la fine della partnership con Red Bull che durava da quando era bambino. Il suo nuovo casco è bianco con la bandiera nazionale tedesca che va dalla parte anteriore a quella posteriore e il suo numero il 5 in cima. Nella versione 2017 al posto del numero è presente la scritta "Five", già introdotta dal Gran Premio d'Italia 2016 in lingua italiana.
Nel 2018 il casco rimane invariato ma continua a portare versioni speciali per determinati Gran Premi, in quello della Germania al posto del Cavallino rampante era presente un bersaglio con i colori della Germania. Anche nel 2019 il casco rimane fedele al design scelto nel 2015, solo i caschi per il GP di Monaco e per quello di Germania presentano dei cambiamenti. Il primo è dedicato al campione austriaco Niki Lauda mentre il secondo al connazionale Bernd Schneider.
Per il campionato 2020 la FIA torna sui suoi passi e decide di abolire la regola sui caschi introdotta nel 2015. Vettel non ha comunque deciso di cambiare radicalmente il suo casco in nessuna delle 17 gare. Tra le versioni speciali portate vanno ricordate quella dedicata a Michael Schumacher per il GP di Eifel, quella per i 1000 GP della Ferrari, quella per il GP di Turchia e Bahrain e, infine, quello per la sua ultima gara da pilota Ferrari. Il casco, che celebra la diversità, usato in Turchia e in Bahrain è stato successivamente messo all'asta dallo stesso Vettel per beneficenza e venduto per 225.000 euro.
Nel 2021 diventa ambasciatore della società attiva nel trattamento dell’acqua BWT AG, e talvolta i colori della bandiera tedesca sulla striscia al centro del casco vengono sostituiti con varie sfumature di rosa, colore simbolo dell’azienda.
Nel 2022 partecipa ai test in Bahrein con un nuovo casco contro l’invasione russa in Ucraina, il casco porta appunto i colori della bandiera Ucraina.

## Riconoscimenti e onorificenze
Vettel è stato nominato Rookie dell'anno ai premi annuali di Autosport nel 2008.
Nel 2009, gli è stato assegnato il Trofeo Lorenzo Bandini, per i successi della stagione 2008.
Nel 2010 è stato votato sportivo tedesco dell'anno (Sportler des Jahres). Nello stesso anno ha vinto per la prima volta la categoria International Racing Driver ai premi Autosport e da allora ha vinto questo premio per tre anni successivi (2010-2013).
Nel gennaio 2012, Vettel è stato premiato con l'illustre Grands Prix de l'Academie des Sports 2011 per essere diventato "bicampione di F1 consecutivamente all'età di 24 anni - vincitore di undici Grands Prix out of nineteen" e nel mese successivo, è stato ulteriormente onorato con il più alto premio sportivo in Germania, il Silberne Lorbeerblatt in riconoscimento dei suoi titoli mondiali multipli e del suo carattere esemplare.
È stato anche votato pilota F1 dell'anno nel 2009, 2011 e 2013 e dai team principal della F1 per il sondaggio segreto annuale, iniziato dalla rivista Autosport 2010 e 2012.
Ha inoltre vinto il premio DHL Fastest Lap nel 2009, 2012 e 2013. È diventato sportivo europeo dell'anno da PAP per 2 anni consecutivi (2012 e 2013) e anche da UEPS nel 2010.
Nel 2014 è stato nominato Sportsman dell'anno al Laureus World Sports Awards a Kuala Lumpur, Malesia.
Il 4 dicembre 2017 viene inserito nella Hall of Fame della Federazione Internazionale dell'Automobile.
Il 12 dicembre 2021 ha vinto il Crypto.com Overtake Award per aver effettuato il maggior numero di sorpassi durante la stagione.